# Романська архітектура
Рома́нський стиль (від лат. romanus — римський) — художній стиль в архітектурі, що панував у Європі (переважно західній) в X—XII ст. (у деяких місцях — і в XIII ст.), один із найважливіших етапів розвитку середньовічної архітектури. Термін «романський стиль» увів на поч. XIX ст. Арсісс де Комон у своїй праці Essai sur l'architecture religieuse du moyen-âge, particulièrement en Normandie,, який встановив зв'язок архітектури XI—XII ст. із давньоримською.

## Характеристика

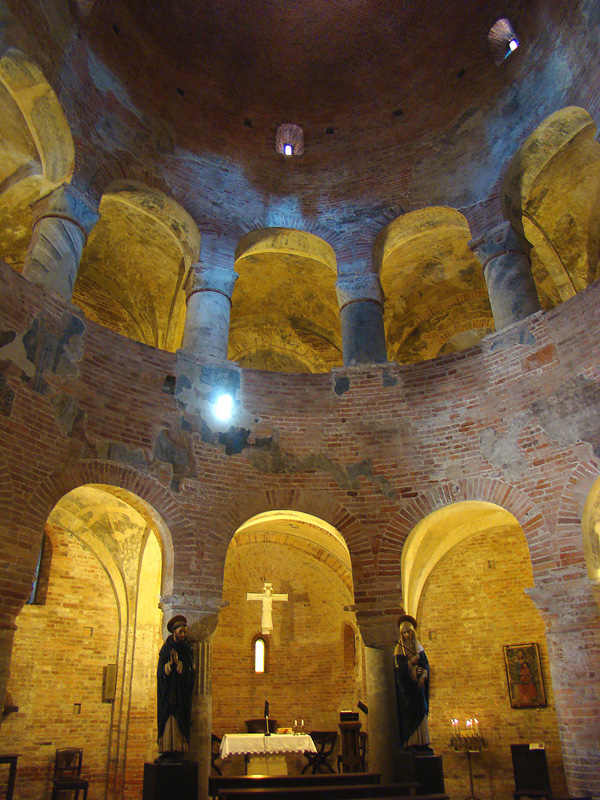
Мантуя, Італія. Ротонда Сан Лоренцо, XI століття, романський стиль.

В орнаменті переплітаються традиції античності, Візантійської імперії, Ірану й Далекого Сходу.
Романський стиль вирізнявся масивністю і зовнішньою суворістю споруд, які зберігають оборонні, захисні функції. Найбільша увага приділялася спорудженню храмів-фортець, монастирів-фортець, замків-фортець, що розташовували на підвищених ділянках місцевості. Головним будівельним матеріалом був тесаний камінь. З часом обробка кам'яних брил удосконалюється, а м'які різновиди каменю, легкі в обробці, стають джерелом для створення перспективних порталів, різьблених капітелей, рельєфів і згодом, скульптур, якими почали прикрашати західний фасад.
Романські храми, переважно монастирські, будували з великого каменю, у простих формах, із перевагою вертикальних або горизонтальних ліній, із дуже вузькими отворами дверей і вікон, із півциркульними арками. Архітектори створювали склепіння у вигляді хрестів. Скульптури на площинах стін або поверхні капітелей мали рельєфну форму. В оформленні церков були популярними сюжети Страшного суду, біблійні сцени, скульптури. Перевага духовного над тілесним виражалася в контрасті духовної експресії й зовнішньої потворності.

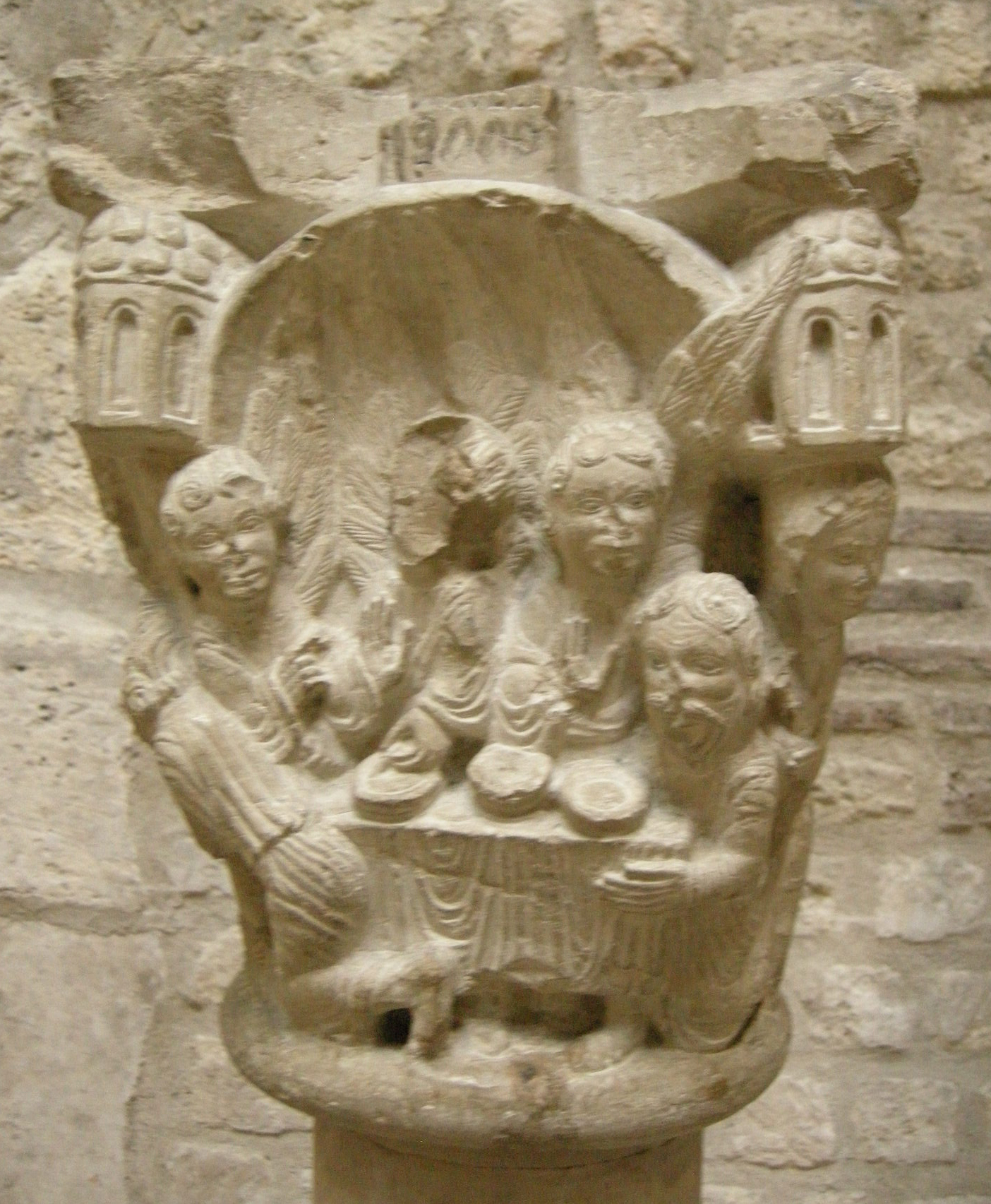
Сюжетна капітель, ХІІ ст., Франція
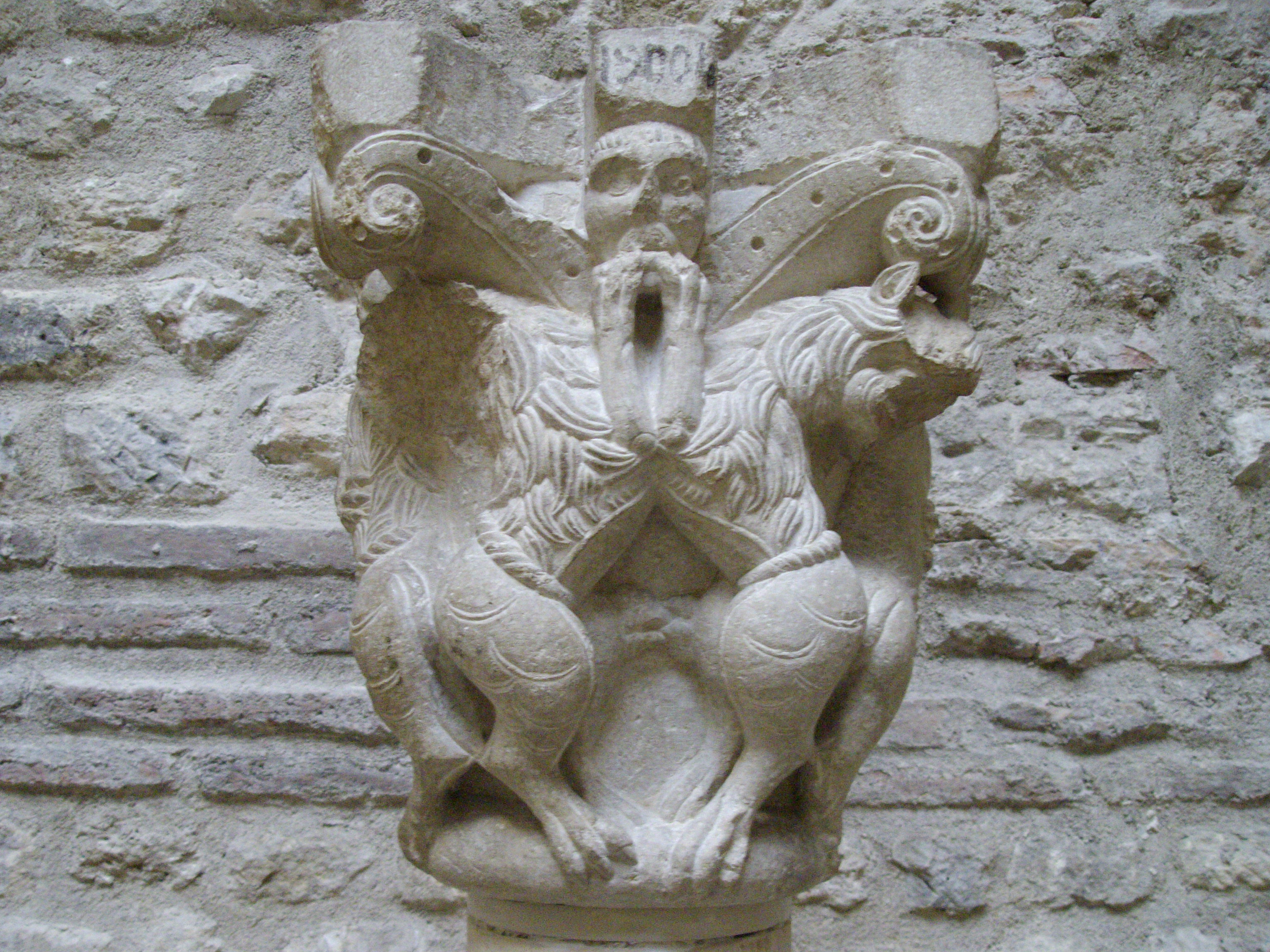
Зооморфна капітель, ХІІ ст.
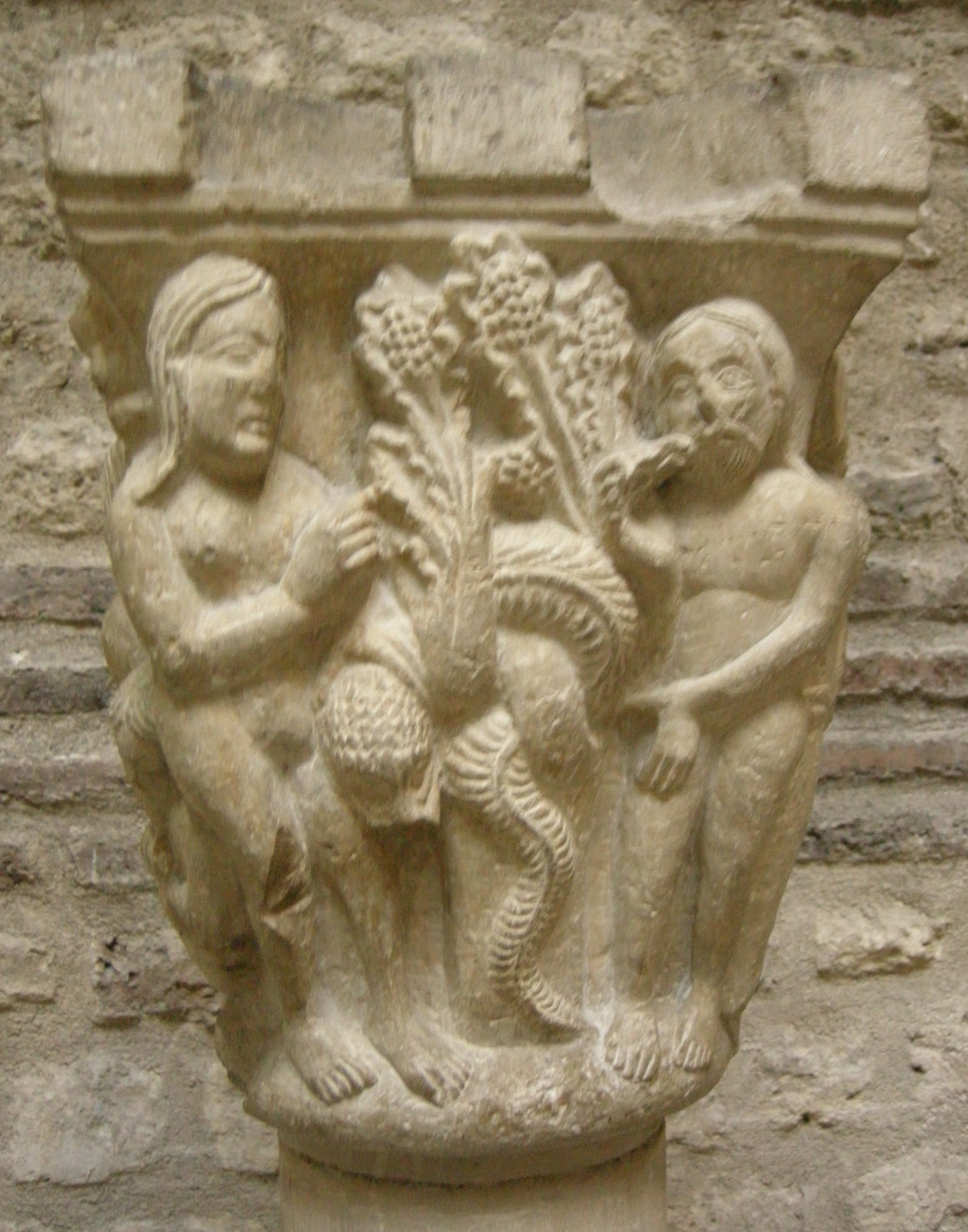
Адам і Єва, ХІІ ст., Франція
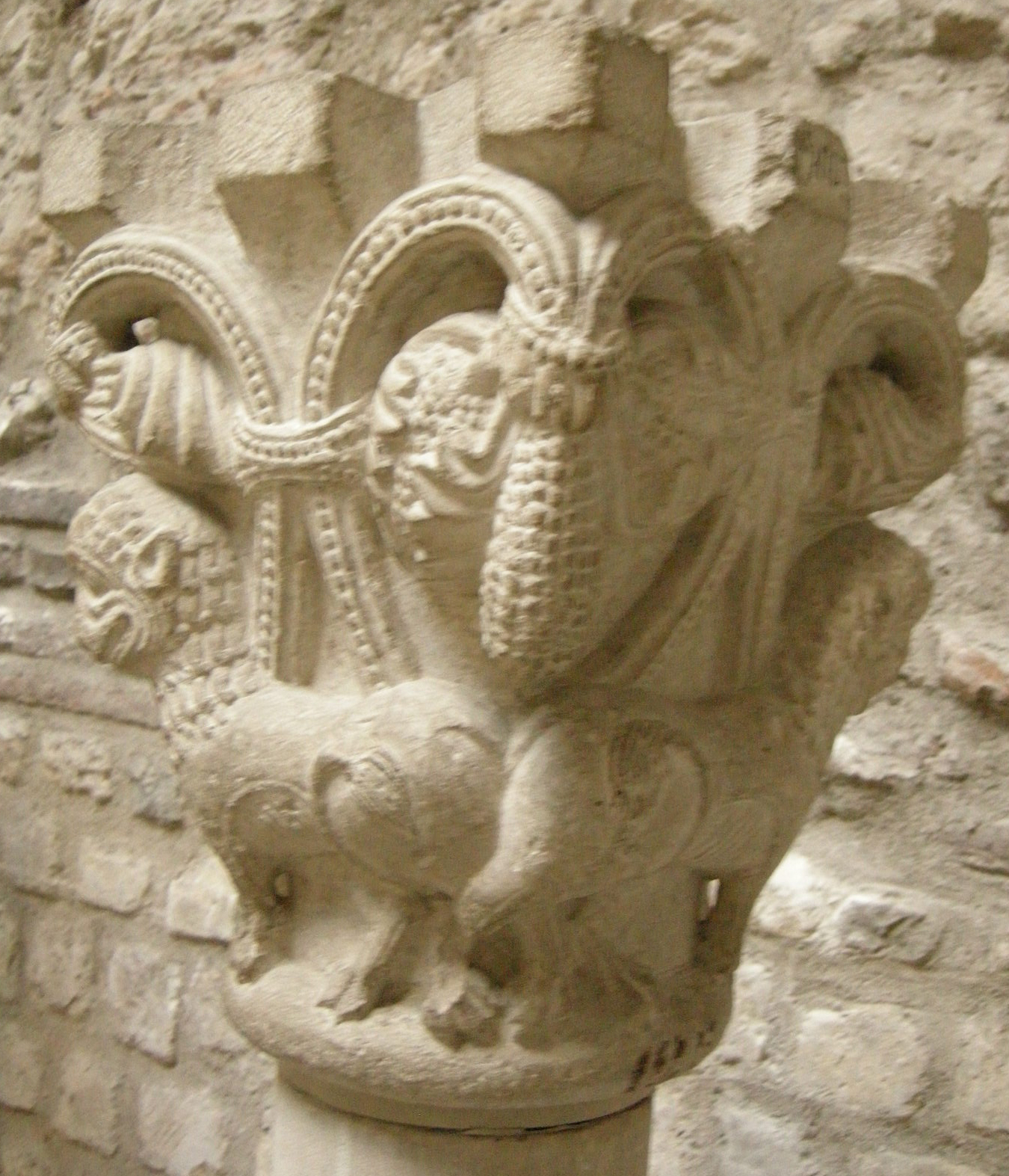
Капітель ХІІ ст. Всі - Музей Клюні, Париж

Фігурні композиції мали різні масштаби; їхні розміри залежали від ієрархічної значущості того, хто зображений: найбільша фігура Христа, трохи менші — ангелів і апостолів, найменші — простих смертних. Фігури перебували у співвідношенні з архітектурними формами. Зображення всередині — більші, ніж ті, що вміщувались у кутках. На фризах фігури мали присадкуваті форми, на опорних частинах — подовжені.
У XII ст. уперше для декорування фасадів церков використовують скульптурні зображення. Для романської монументальної пластики характерні гігантські рельєфні композиції над порталами храмів. Сюжетами найчастіше були грізні пророцтва Апокаліпсиса і Страшного суду, що демонструють богословську схему ієрархічної структури світу. Центр композиції — величезна фігура Христа. У верхній частині — небо, у нижній — грішна земля; праворуч від Христа розташовані рай і праведники (добро), ліворуч — засуджені на вічні муки грішники, чорти й пекло (зло). Схеми виконання сюжету Страшного суду різні. Наприклад, у соборі Сент-Лазар в Отені поруч із грізним і величним образом Христа зображений майже гротескно-комедійний епізод зважування добрих і злих справ померлих, що супроводжується крутійством диявола й ангела, причому диявол поданий одночасно й страшним, і смішним.
Композиція суворо підпорядкована принципу ієрархії: у центрі величезна й нерухома фігура Христа, навколо неї — безліч фігур, що передають бурхливий рух. У романській пластиці поєднуються піднесене й повсякденне, грубо-тілесне й абстрактно-гротескне.

## Романські споруди
Базиліка Сен-Сернен в Тулузі вважається основоположницею романського стилю в архітектурі.

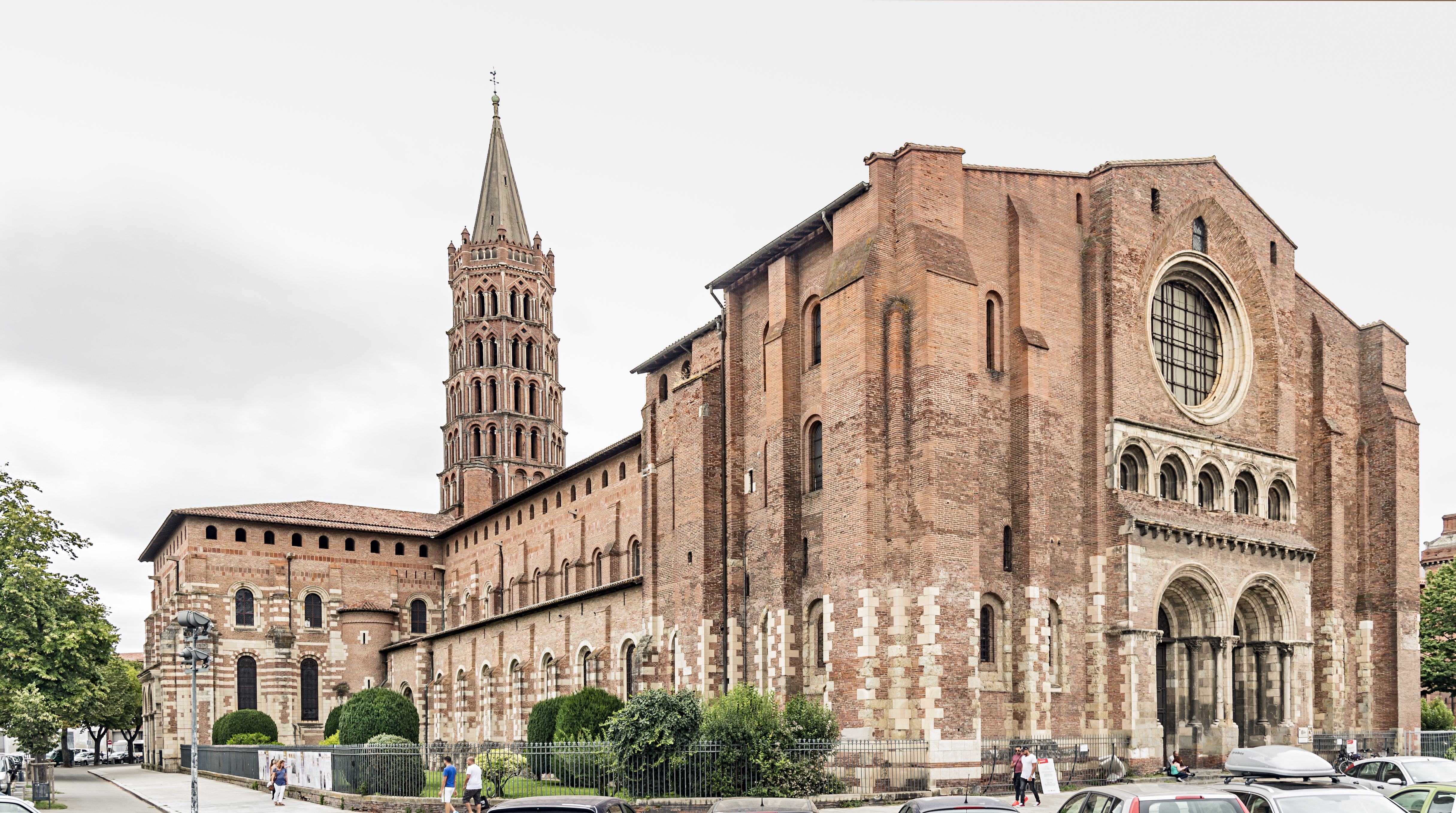
Базиліка Сен-Сернен, Тулуза
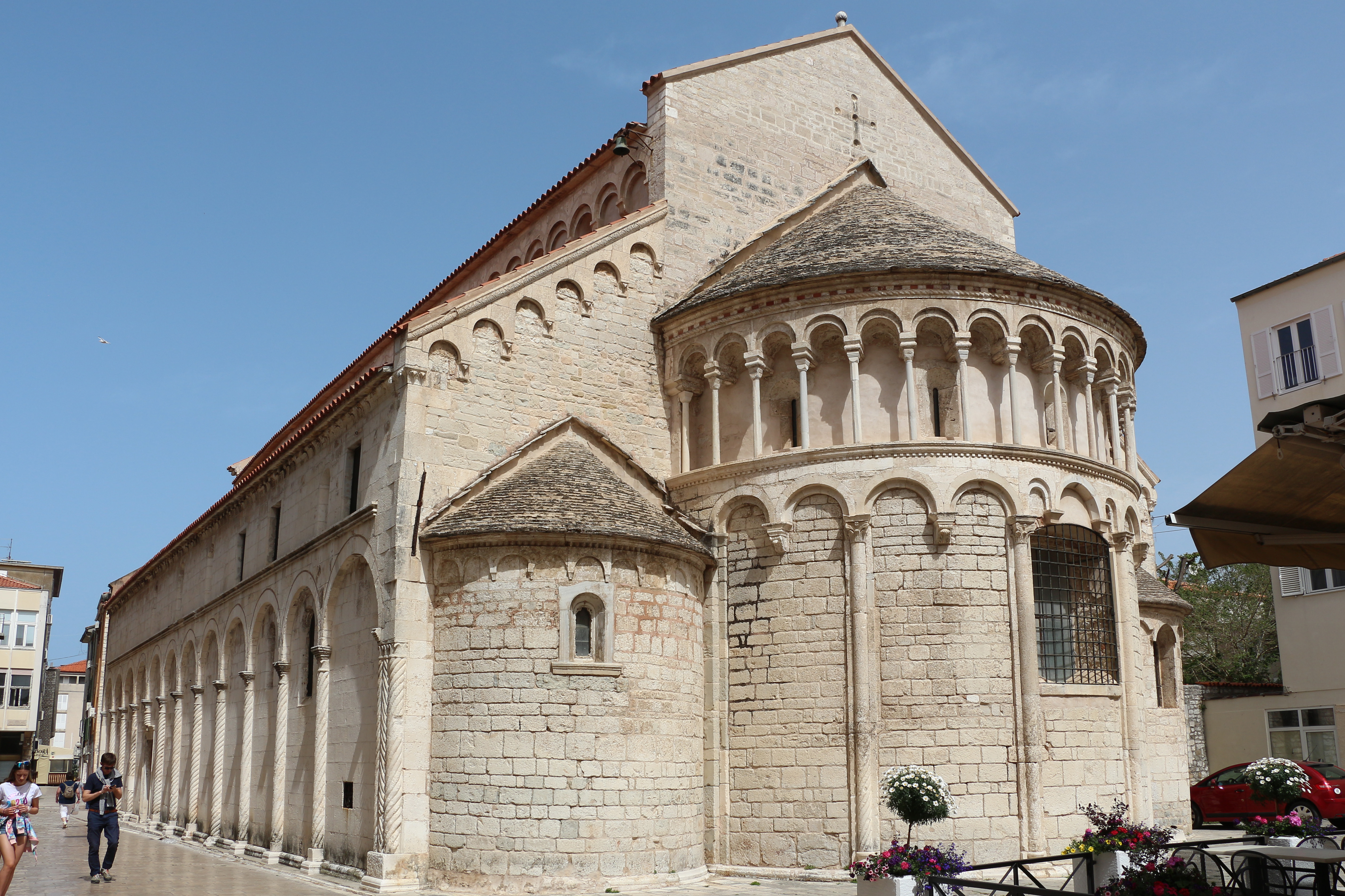
Церква Святого Кршевана
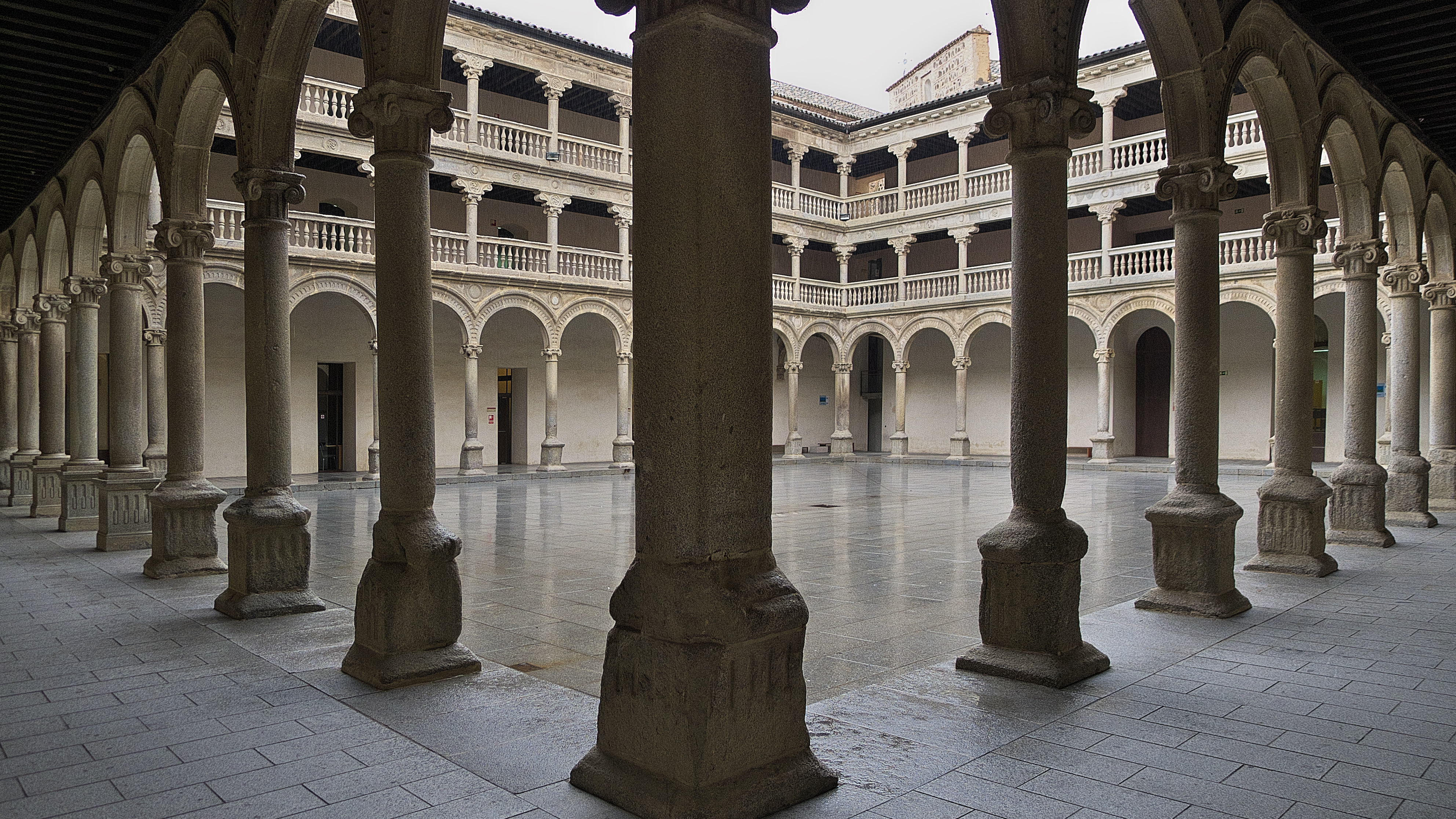
Просторове вирішення у романському стилі
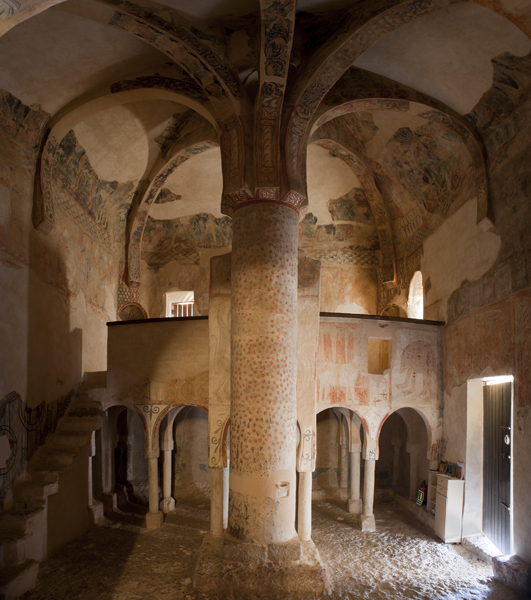
Церква Сан Бауделіо де Берланга, інтер'єр, Північна Іспанія
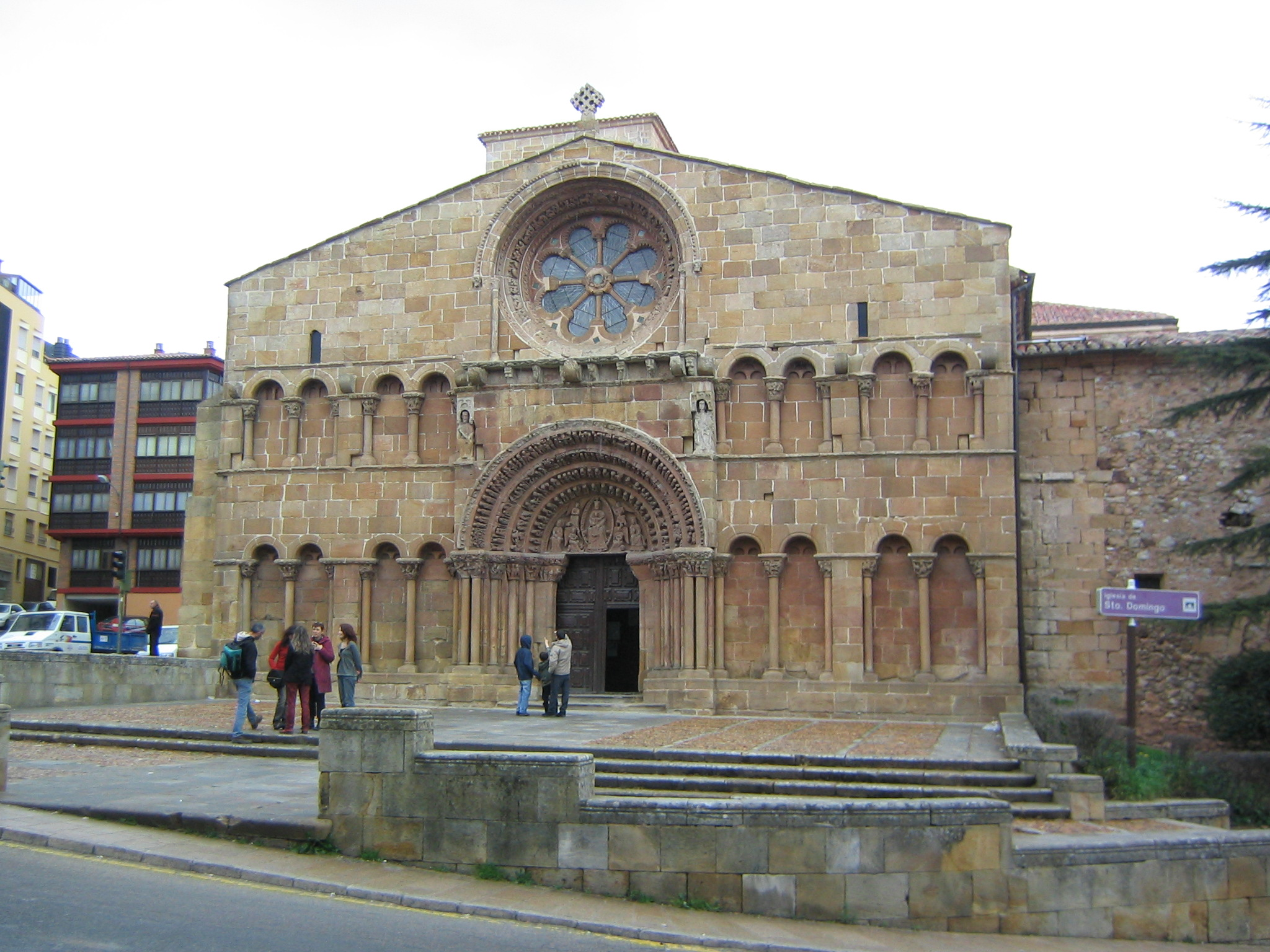
Церква Санто Домінго (Сорія), XII–XVI ст., Північ центральної Іспанії.
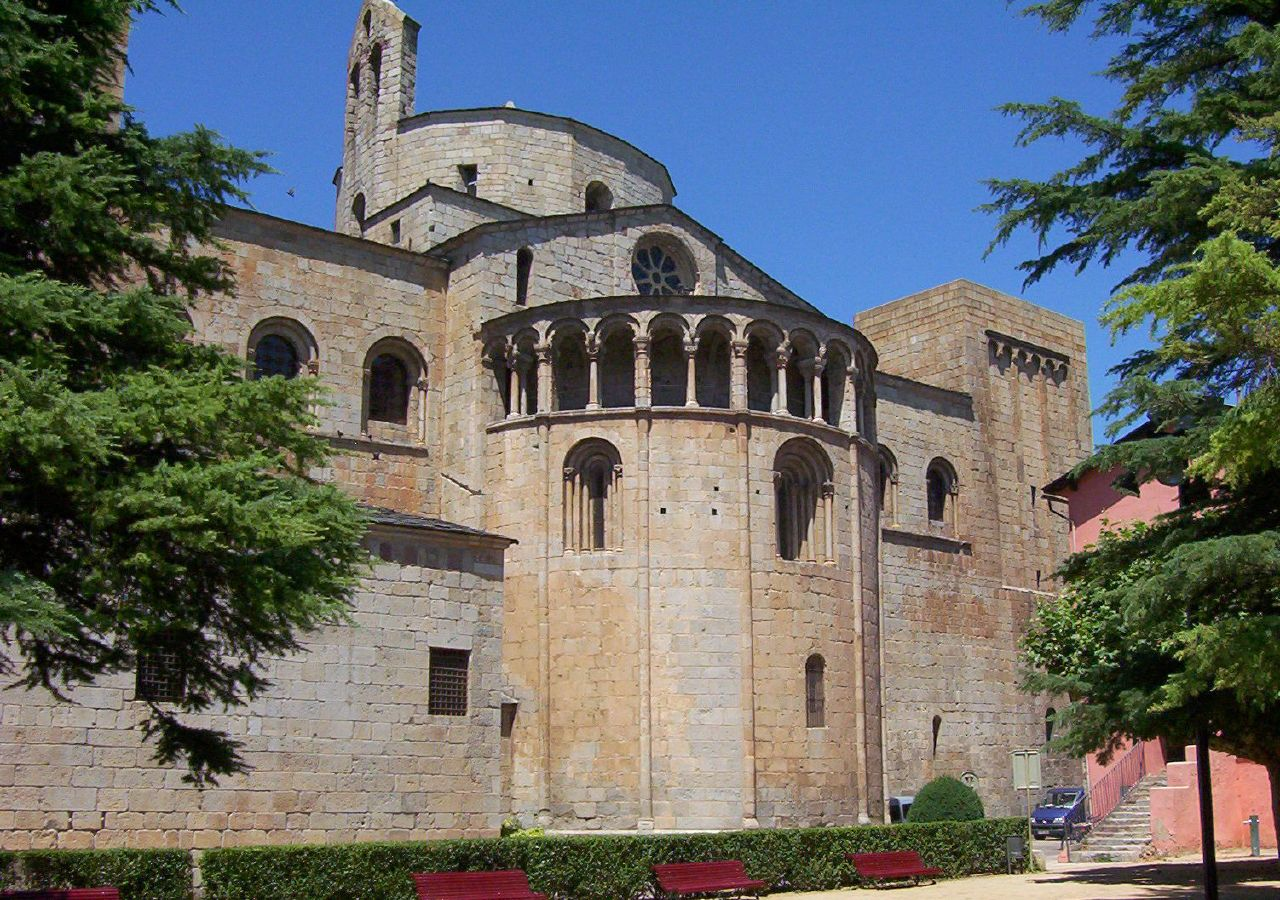
Монастир в Ла-Сеу-д'Уржель, Іспанія
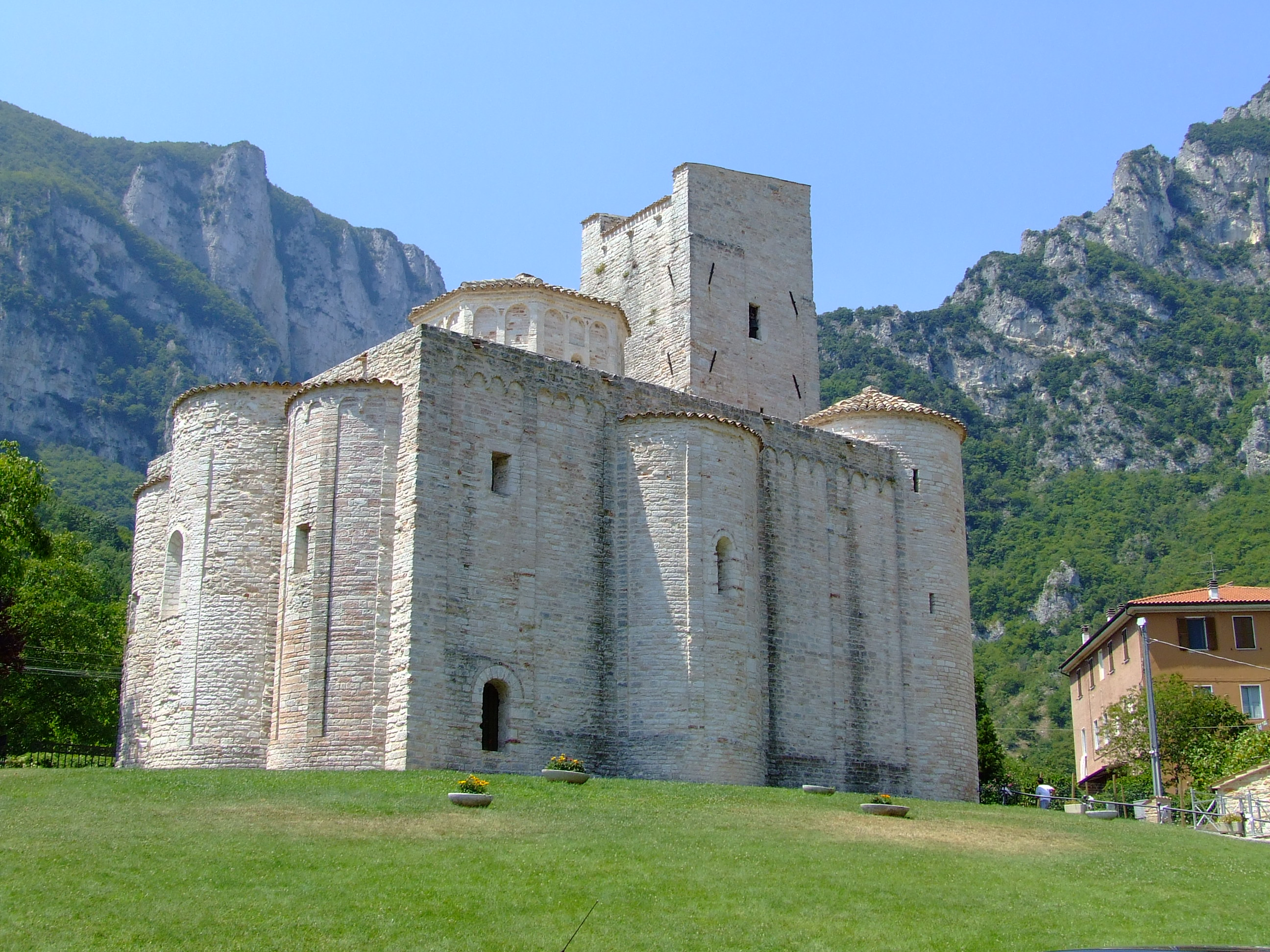
Абатство Св. Віктора в Джензі, Італія
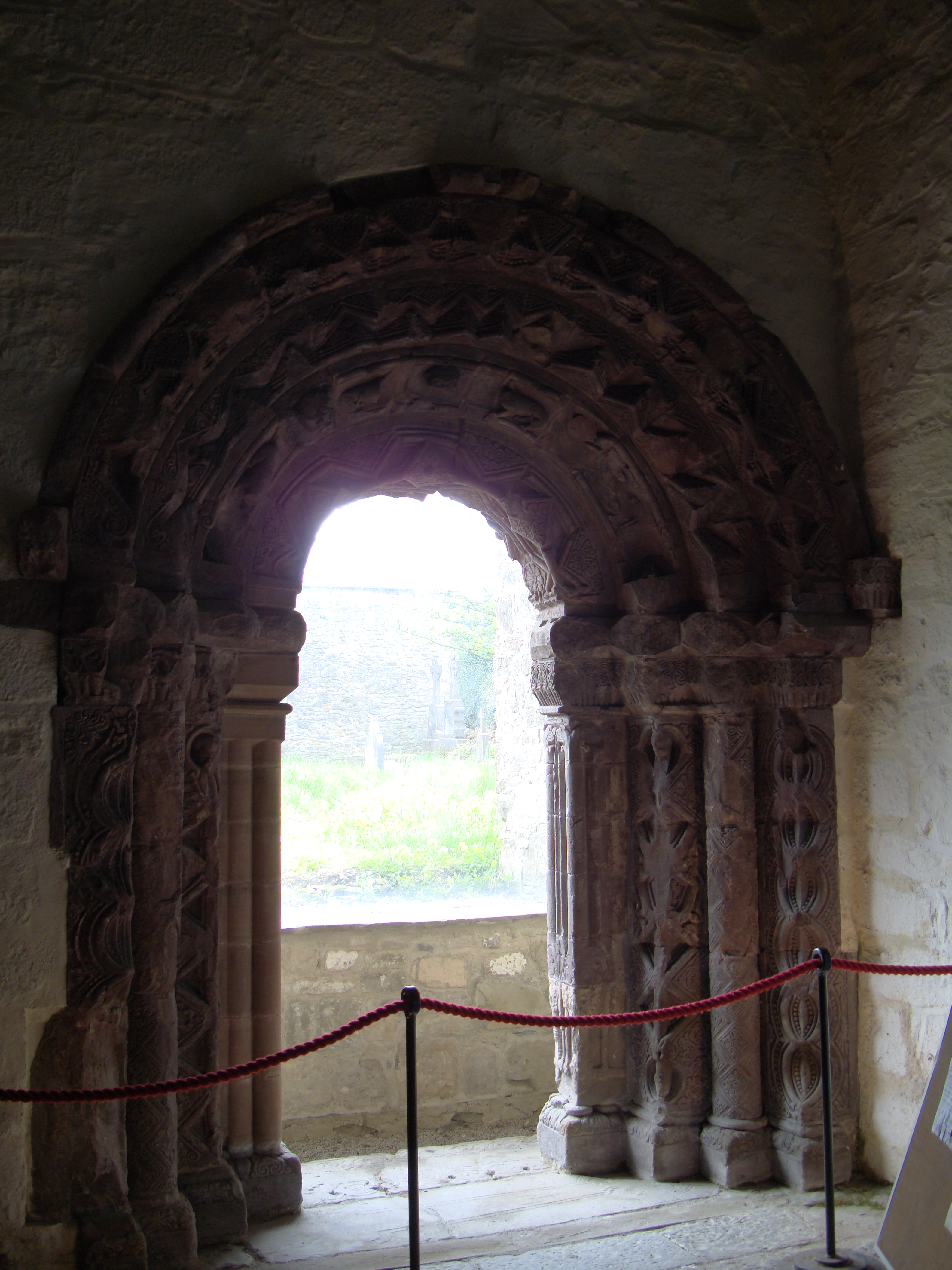
Романський портал, Ірландія.
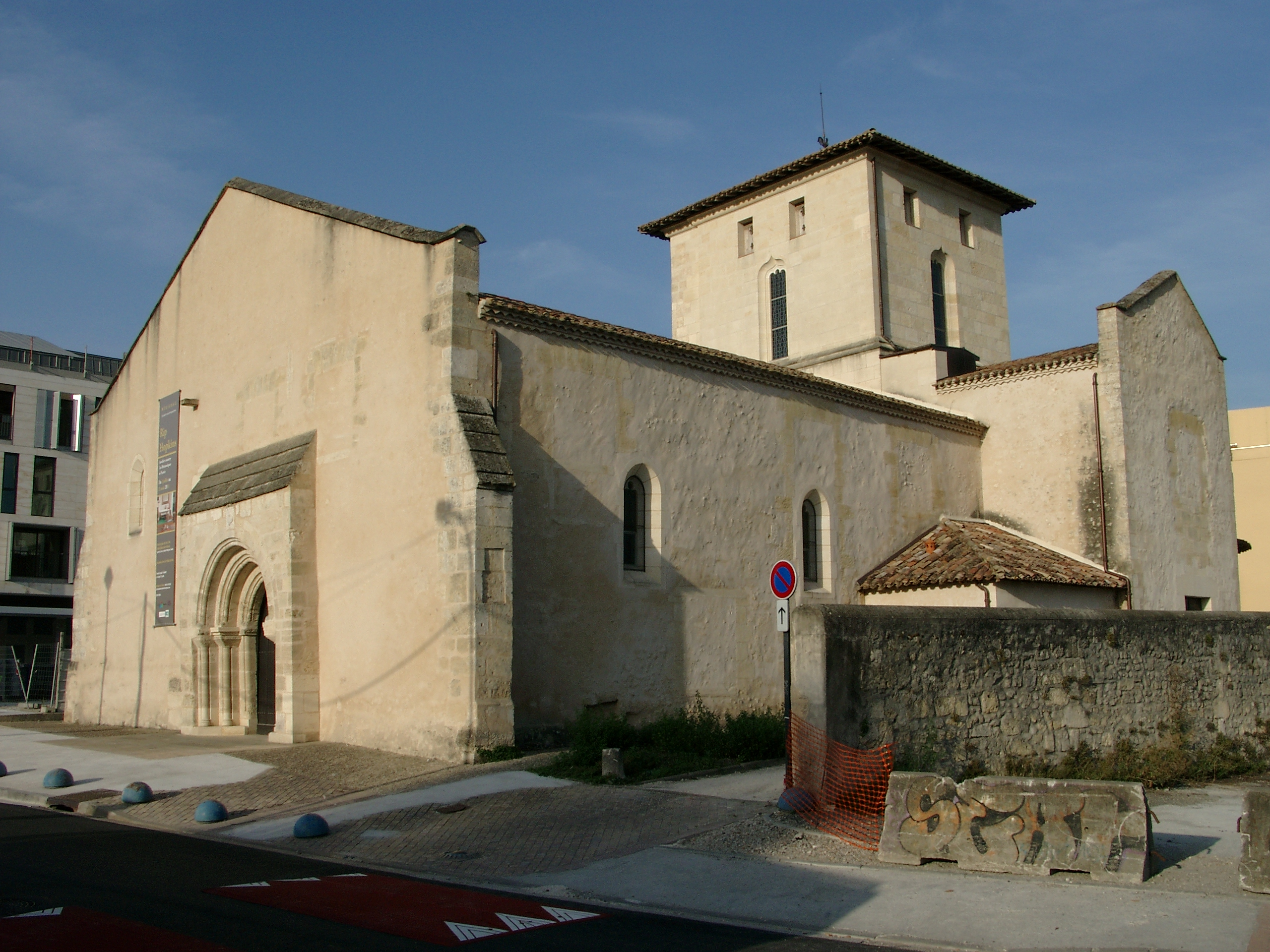
Церква Сен-Вінсент в Меріньяк, XII ст., Франція (тинькування пізнє)
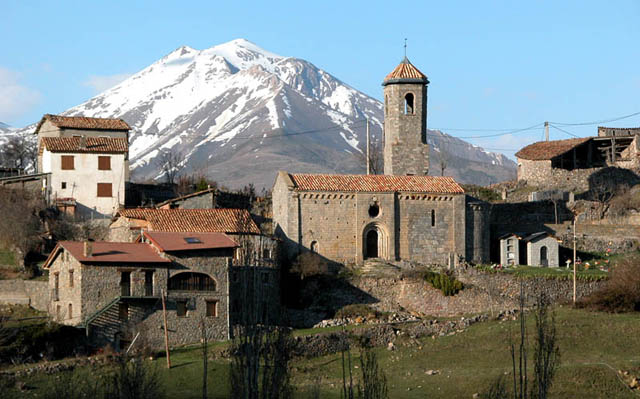
Церква Діви Марії, XII ст., Левата, Каталонія
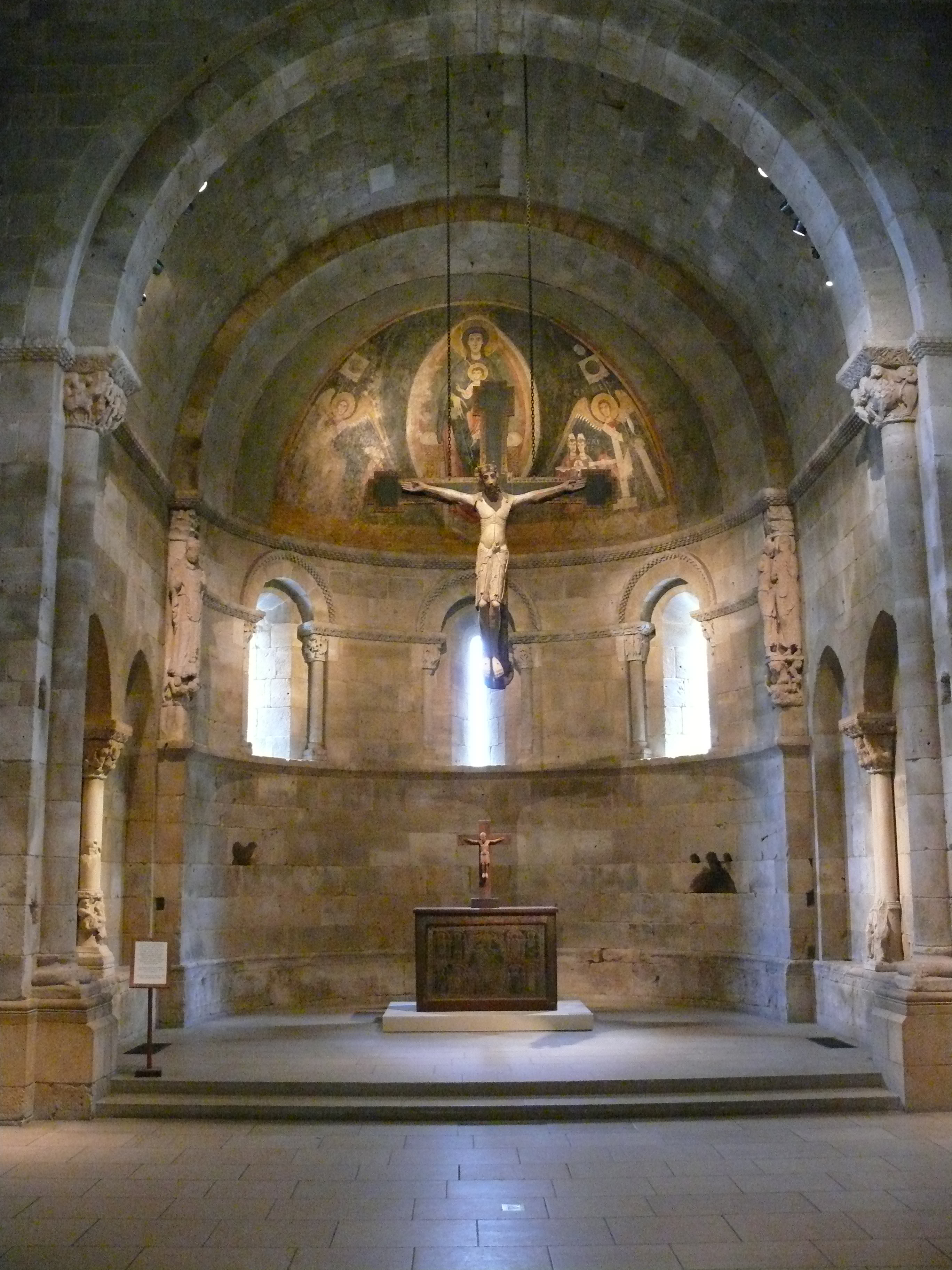
Реконструкція романської каплиці, Музей мистецтва Метрополітен, Нью-Йорк.
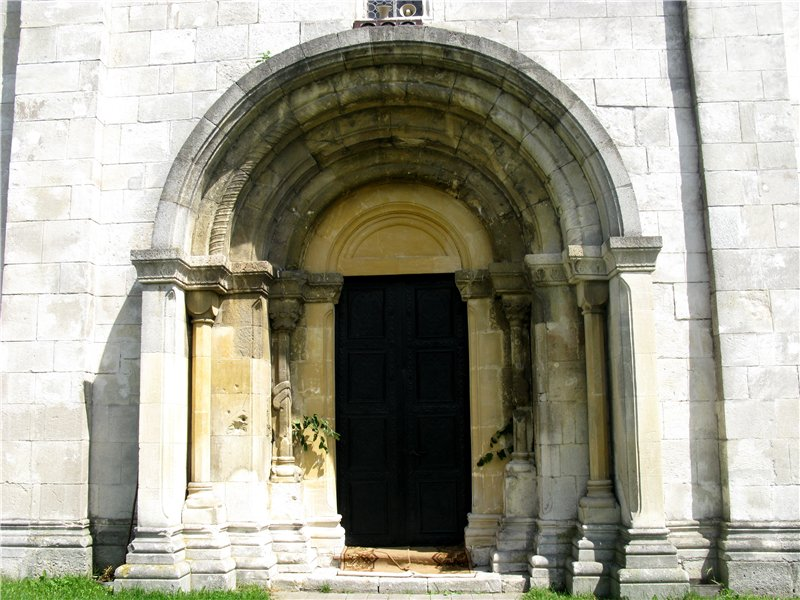
Західний портал церкви Святого Пантелеймона, Шевченкове

## Романські фрески Каталонії
У межах романського стилю розвивалися й монументальні живопис і скульптура. За художніми ознаками мистецтво цього періоду схематичне, умовне. Для романської композиції характерні простір, позбавлений глибини, різномасштабні фігури, різкі кольорові гами.
Унікальні місцеві особливості мав фресковий живопис романської доби в Каталонії. Схематизм композицій каталонські майстри поєднують з геометричними орнаментами, витоки яких в античному мистецтві і в ретельно розроблених мозаїках Візантії. Відсутність коштовних смальт в Каталонії компенсували яскравими фарбами. На збагачення художніх образів працюють як спроби відтворити шати з коштовних тканин, так і широкі, різнокольорові смуги на тлі. Зроблені перші спроби надати індивідуальних рис і образам святих, що подані з застиглими, виряченими очима: але вони вже розрізняються зачісками, чорним чи сивим волоссям. Поряд з безбородими юнаками — сиві чоловіки з «біографіями». Найшанованіших святих супроводжують написи (Апостол Вартоломей, Євангеліст Матвій, Св. Петро). За вказівкою атрибутів можна розпізнати шанованих святих і без написів (Апостола Петра подають з ключами, які той отримав від Христа). Серед біблійних персонажів — і серафіми з крилами замість тіл, і жертовні багатоокі тварини (віл, ягня). Біблійні сюжети на фресках доповнені притчами (діви розумні і нерозумні), які стануть сюжетами для скульптурних композицій доби готики у Франції.
Залишки каталонських фресок були знайдені в малих сакральних спорудах в Піренеях. В 1920-ті роки їх обережно зняли зі стін і перенесли в Барселону. На початку XXI століття їх експонують в окремих залах на штучно відтворених архітектурних поверхнях, що точно копіюють первісні романські форми в тодішніх інтер'єрах.

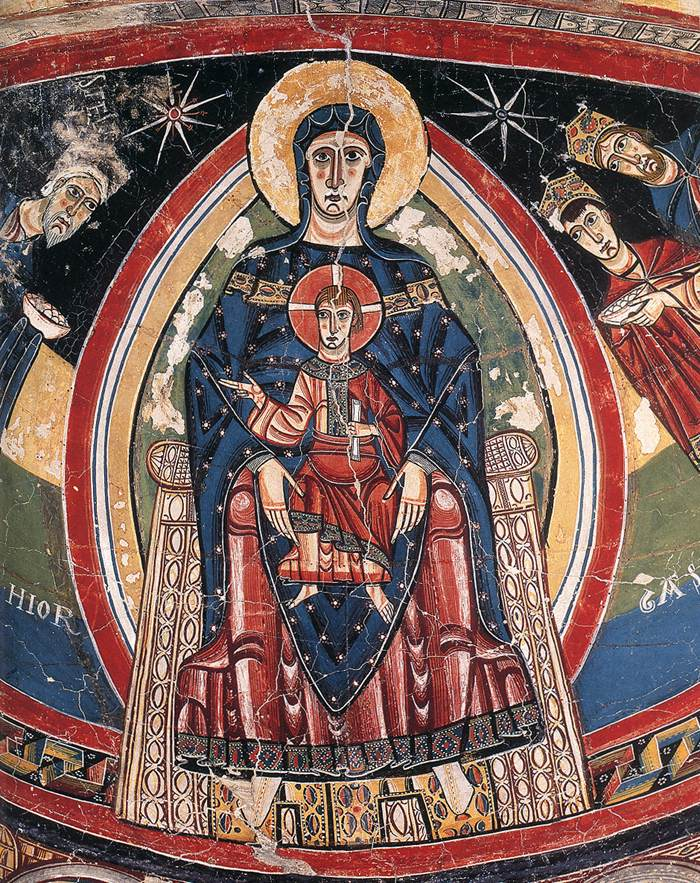
Фрески з церкви в Таулі, 1123 рік, Національний музей мистецтва Каталонії, Барселона.
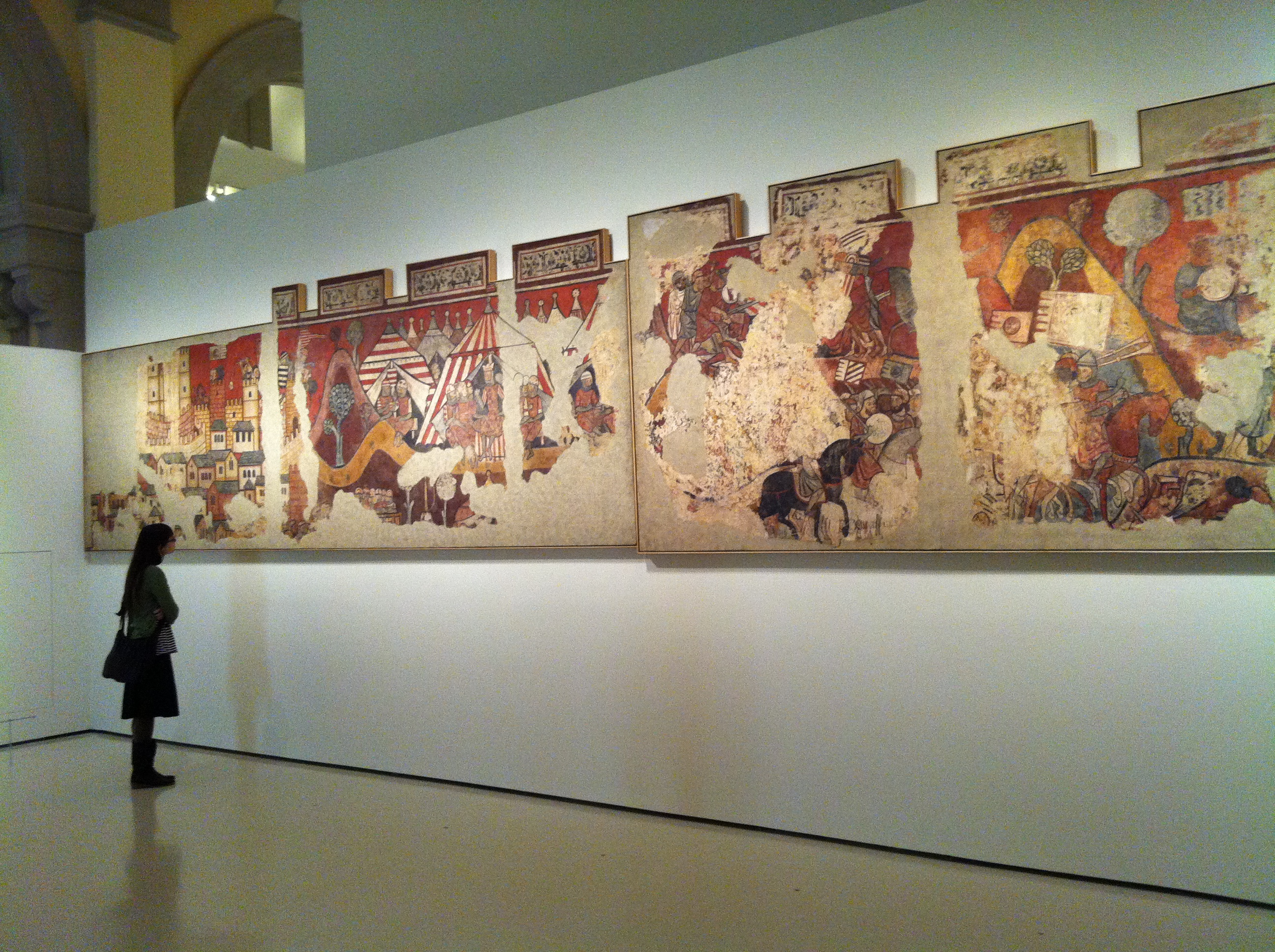
Зала з фресками циклу «Завоювання Майорки».
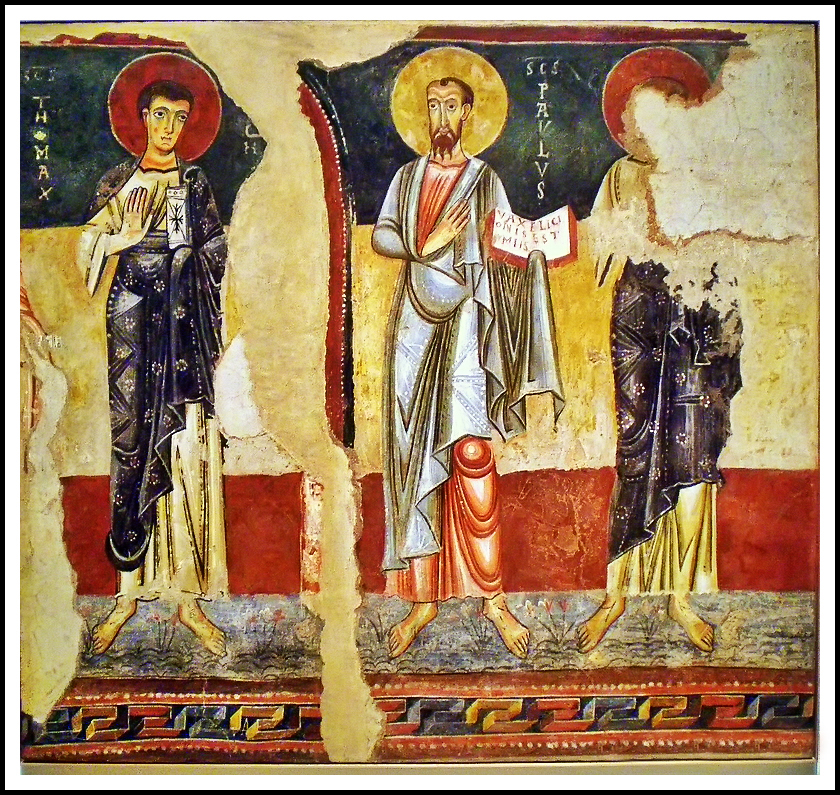
Апостоли з Оркау. XII століття. Обидві - Національний музей мистецтва Каталонії, Барселона.
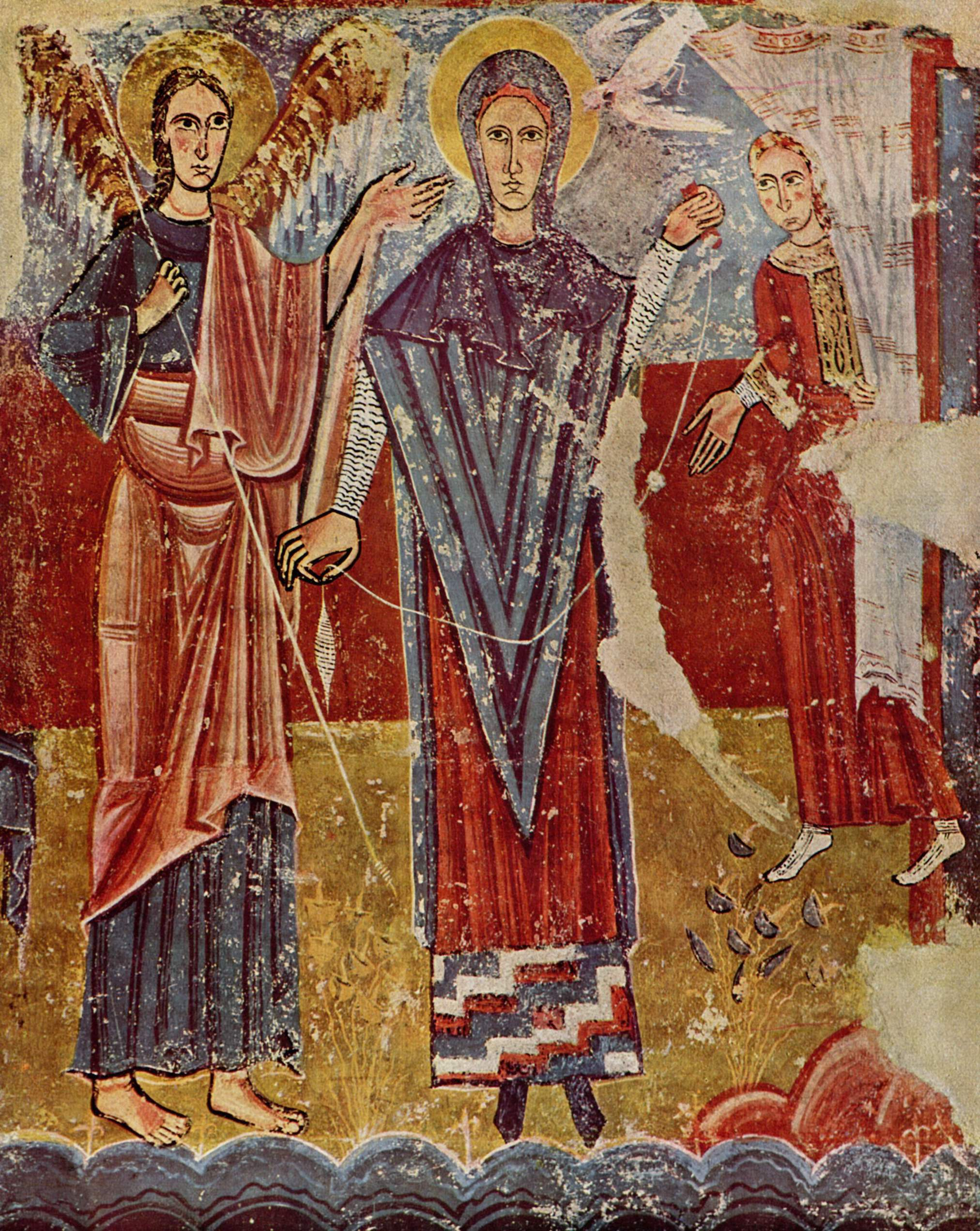
Майстер із Оркау. «Благовіщення.» 1125-1130 рр.

## Романський стиль в Німеччині

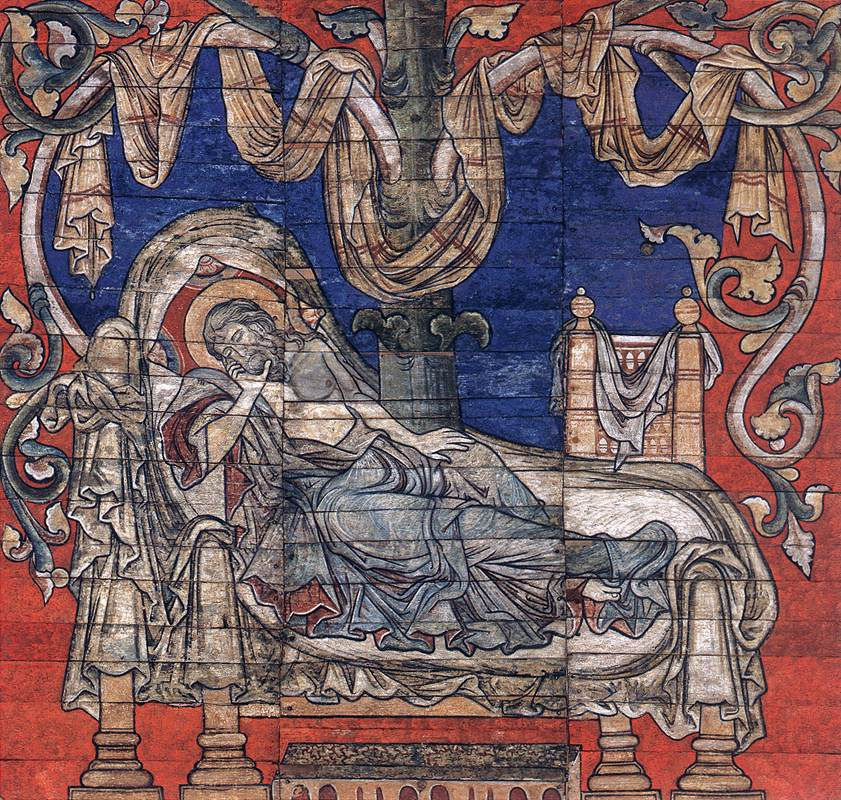
Анонім з Гілдесгейма, «Сон Єссея», батька царя Давида, до 1250 р. Живопис на дубових дошках, ц-ва Архангела Михайла. Гілдесгейм

У Німеччині в цьому стилі побудовані собори в містах, розташованих на Рейні. Але найбільша кількість пам'ятників XI—XII ст. — у Франції. У храмах Бургундії зроблено перші зміни конструкції склепінних перекриттів у типі базилікального храму. П'ятинефна монастирська церква в Клюні — найбільший храм того часу. Французькі архітектори розробляли конструкції, що збільшують обсяг внутрішніх приміщень, але при цьому забезпечують надійність склепінь. Жертвуючи верхнім світлом, у центральному нефі будівельники зводили так звані зальні церкви однакової або майже однакової висоти. Бічні нефи робили навіть двох'ярусними. Щоб полегшити склепіння центрального нефа, йому надавали стрілчастого перетину, вводили підпірні арки, що приймали основне навантаження, і верхнє склепіння прорізали вікнами.
На відміну від французького, німецьке романське мистецтво розвивалося менш послідовно. У період найвищого загострення боротьби між Імперією й Папством церковне мистецтво набуло в Німеччині рис суворого аскетизму. «Суворий стиль» можна побачити на численних дерев'яних розп'яттях XII ст. Рівні, рівнобіжні, суворі лінії складок одягу, такими ж паралелями намічені волосся, борода; Христос не страждаюча людина, а суворий і безпристрасний суддя, який переміг смерть. Найвідомішим твором є «Розп'яття Імервальда» (назване на честь майстра).
На зміну романському стилю прийшла готика. Зміна стилів тривала майже 100 років.

## Україна

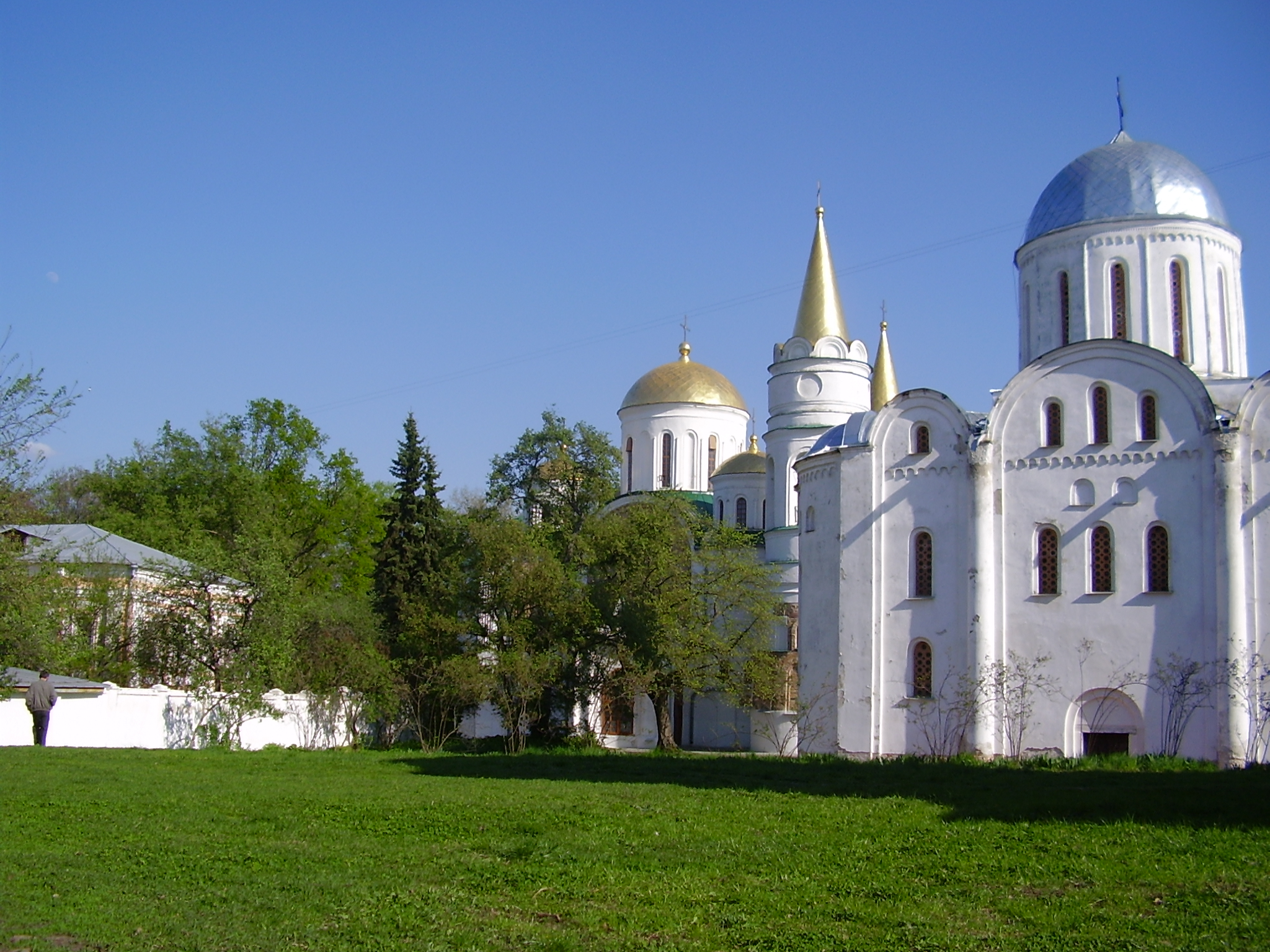
Собор Бориса й Гліба (Чернігів)

Романський стиль міг прийти в Україну з Польщі, Угорщини й Чехії. Він найбільше втілений у спорудах Чернігова і Галича, у якому збереглася церква св. Пантелеймона (1194), де романські форми значно переважають візантійські. Портал із колонками, внутрішні різьблені фризи з аканта і плетінки близькі до подібних пам'яток Заходу. У будівлях Чернігова спостерігається романський вплив (Успенський собор Єлецького монастиря), хоча у своїй основі вони мають типові риси давньоруської візантики. Такі романські риси мали й інші споруди України: у Галичі (княжий собор Успення Богородиці в Крилосі), у Володимирі та кілька церков-ротонд у Галичині, на Волині й Закарпатті. Цього не можна сказати про іконографію. Тільки в збережених мініатюрах Трірського Псалтиря з другої половини ХІ ст. помітні деякі романські риси, що й спонукало дослідників мистецтва вважати їх творами західно-українських майстрів.

## Галерея

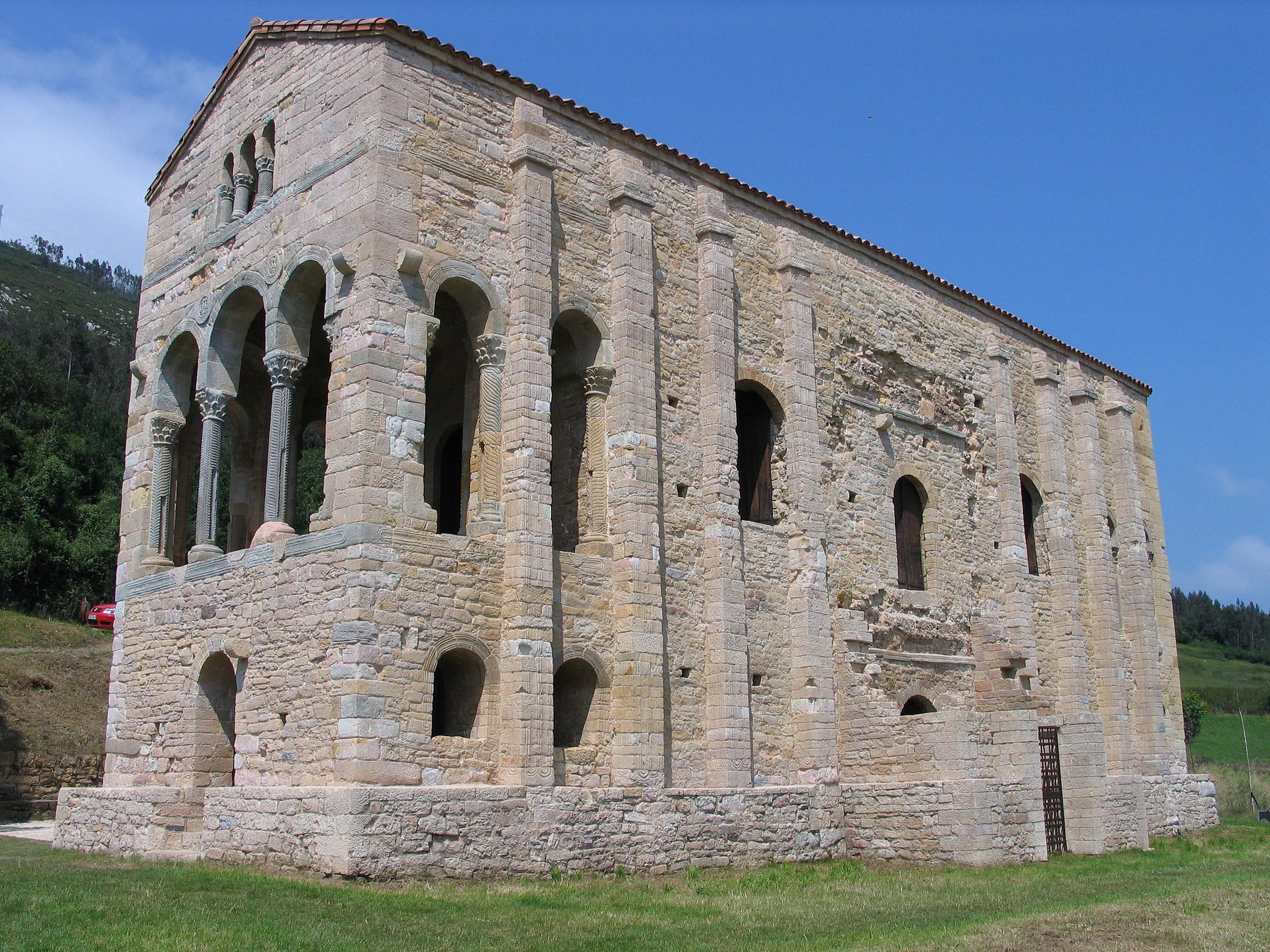
Церква Санта Марія дель Наранхо, Ов'єдо, Астурія, Іспанія
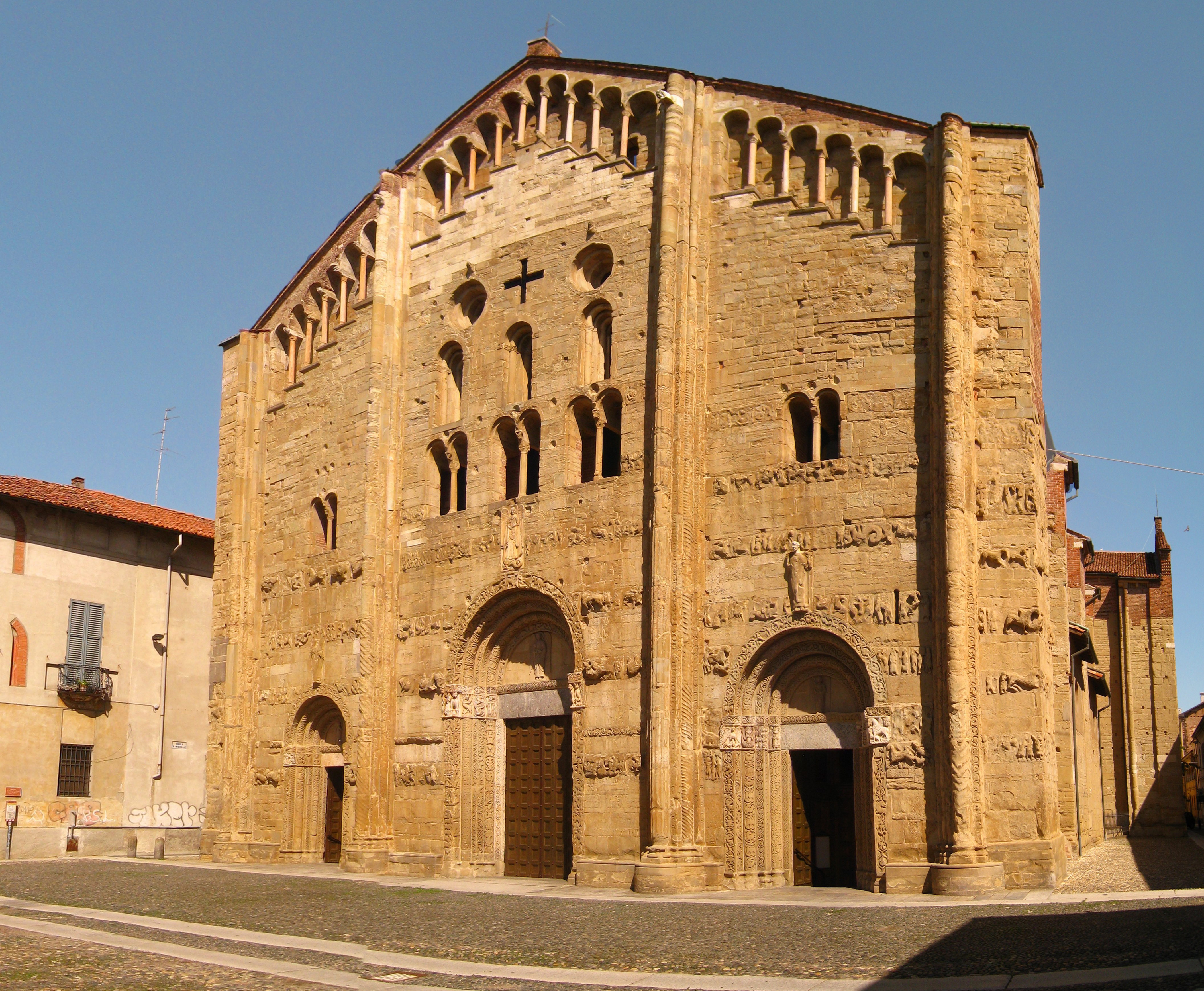
Церква Сан Мікеле Маджоре, головний фасад, Павія, Італія
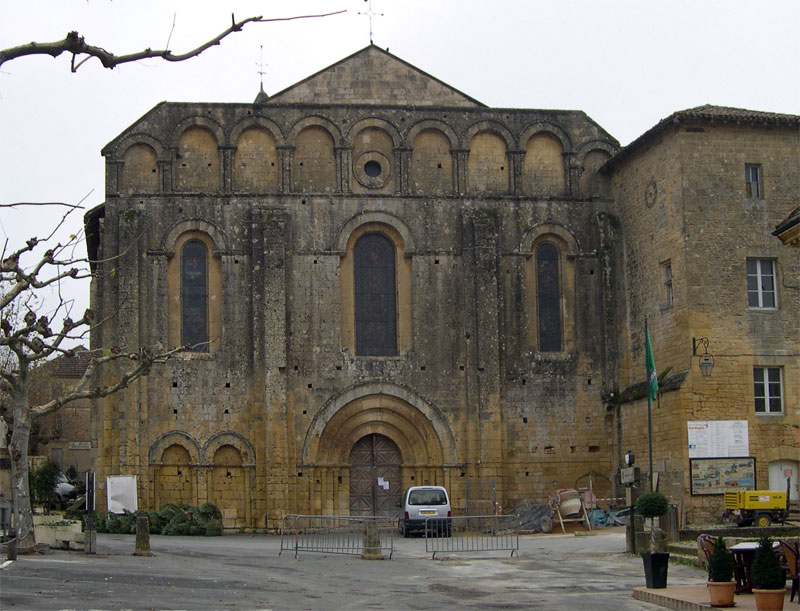
Абатство Кодон, XII ст., Дордонь. Франція
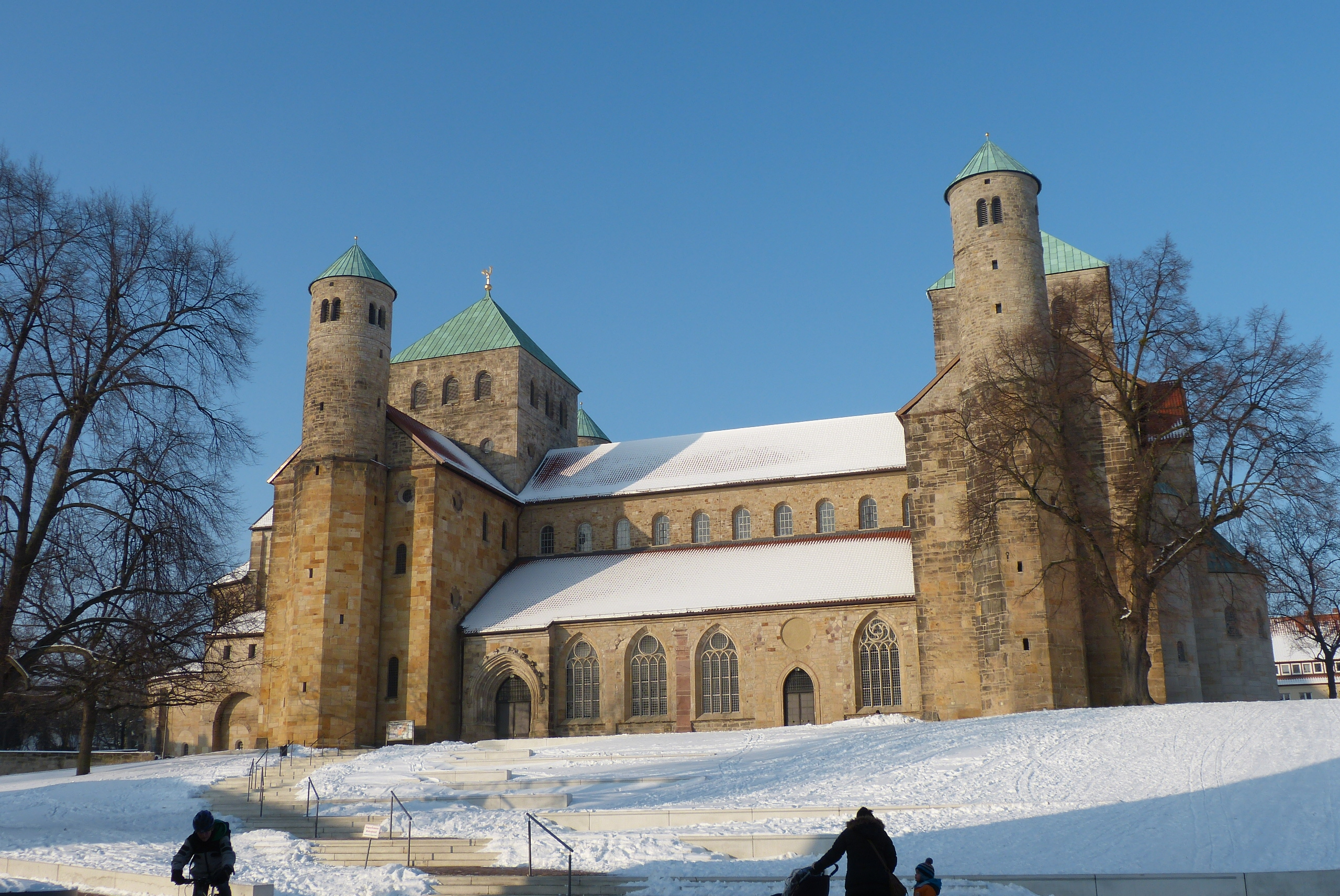
Церква св. Михаїла,  1010–1033 рр., Гільдесгайм, Німеччина.
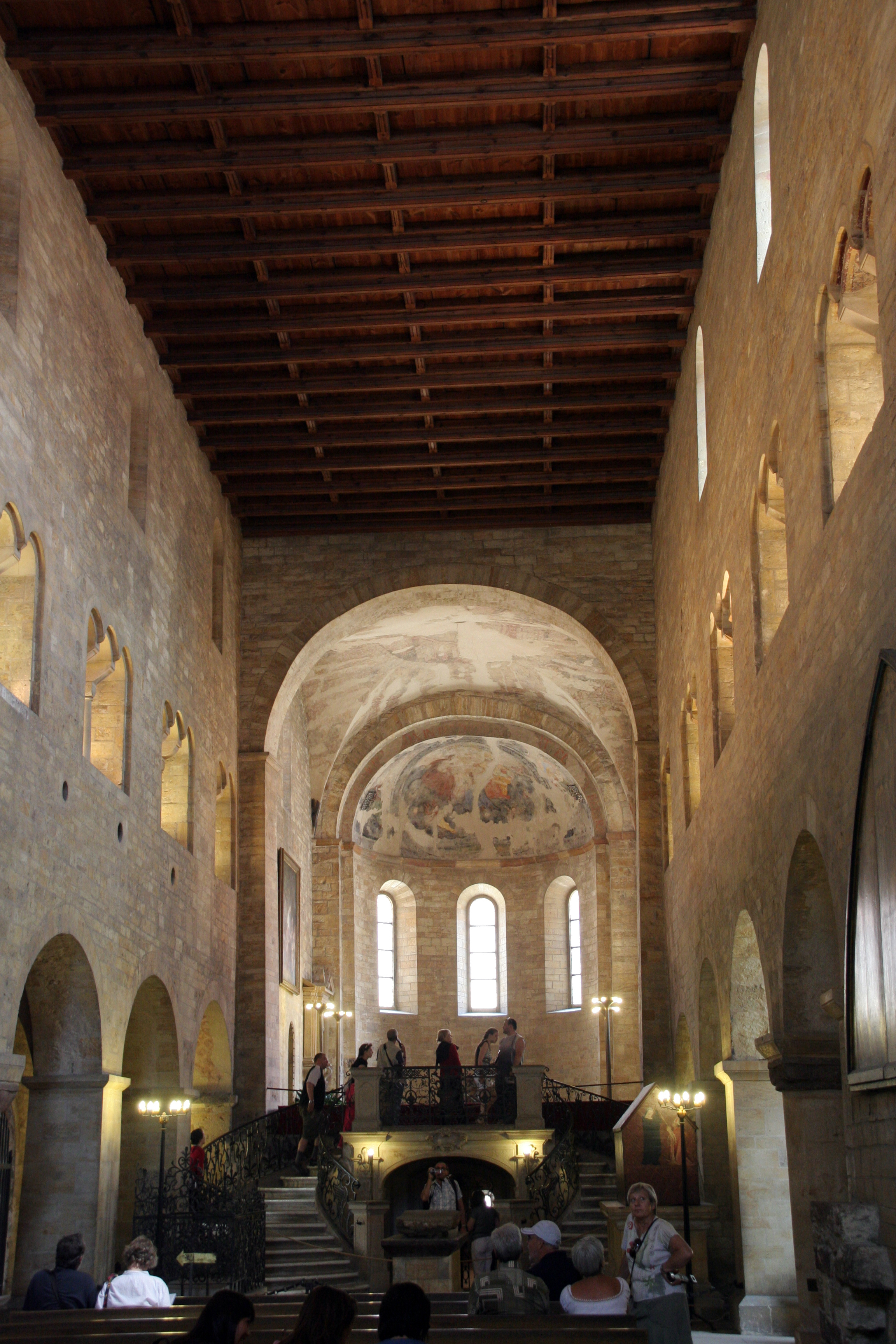
Базиліка св. Георгія, вівтар, Прага, Чехія.
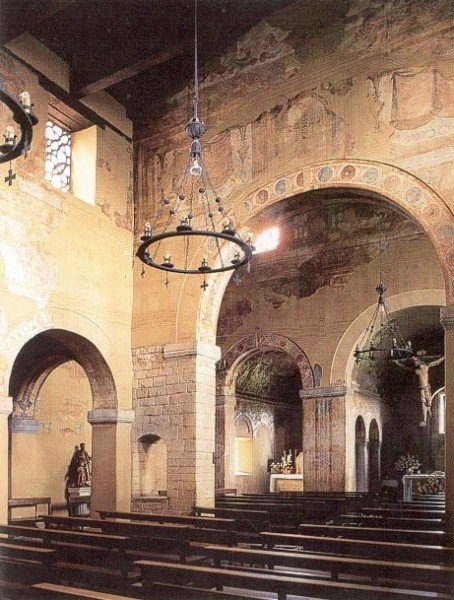
Церква Сан Хуліан де лос Прадос, вівтар, Ов'єдо, Астурія, Іспанія.
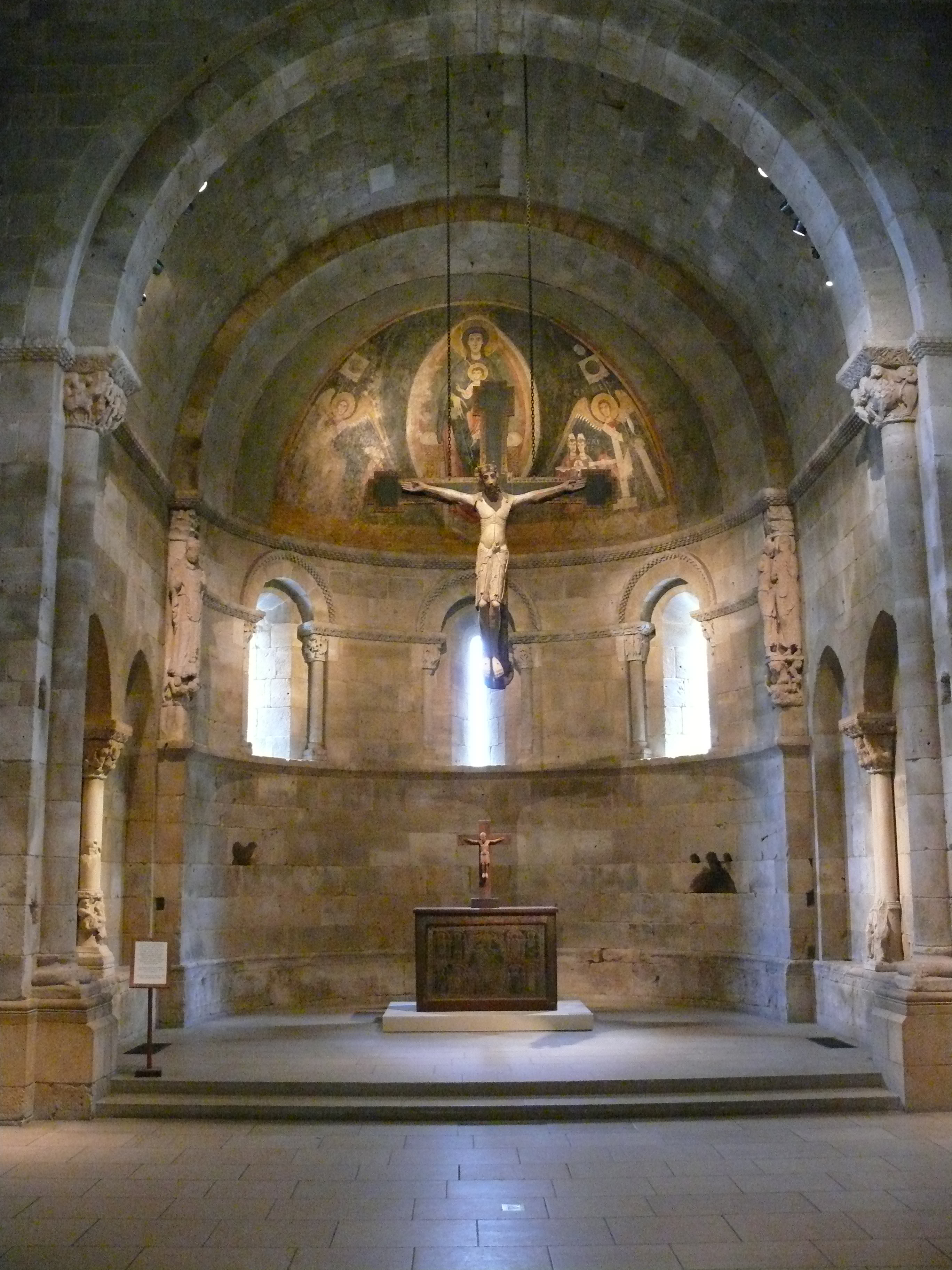
Реконструкція романської каплиці, Музей мистецтва Метрополітен, Нью-Йорк.
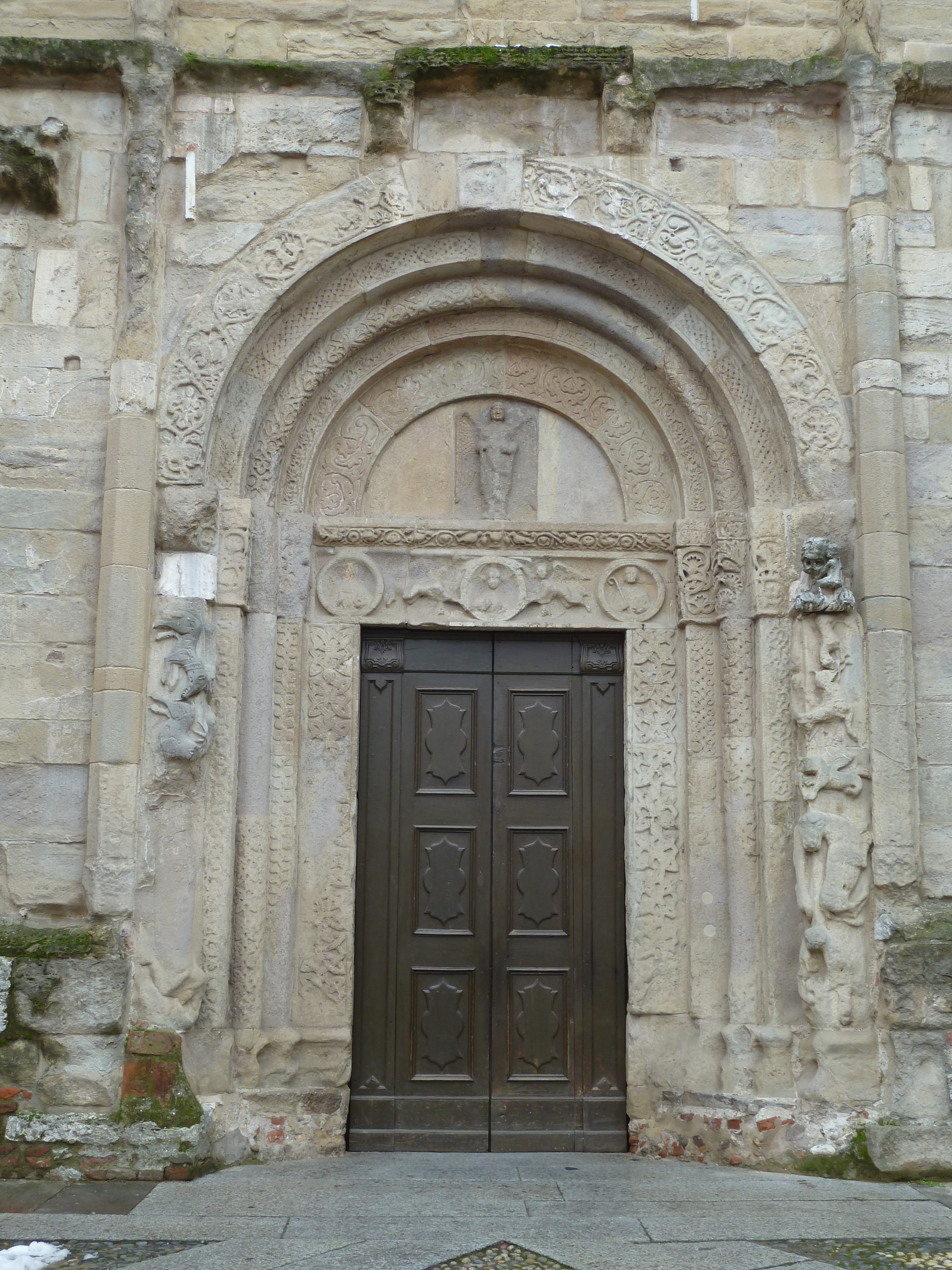
Церква св. Михаїла, портал північного трансепта, Павія, Італія.
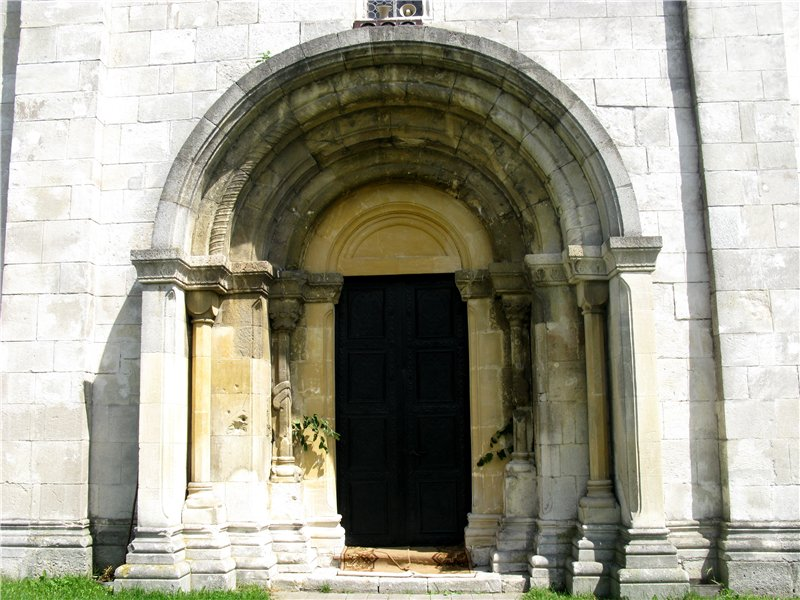
Західний портал церкви Святого Пантелеймона, Шевченкове, Україна
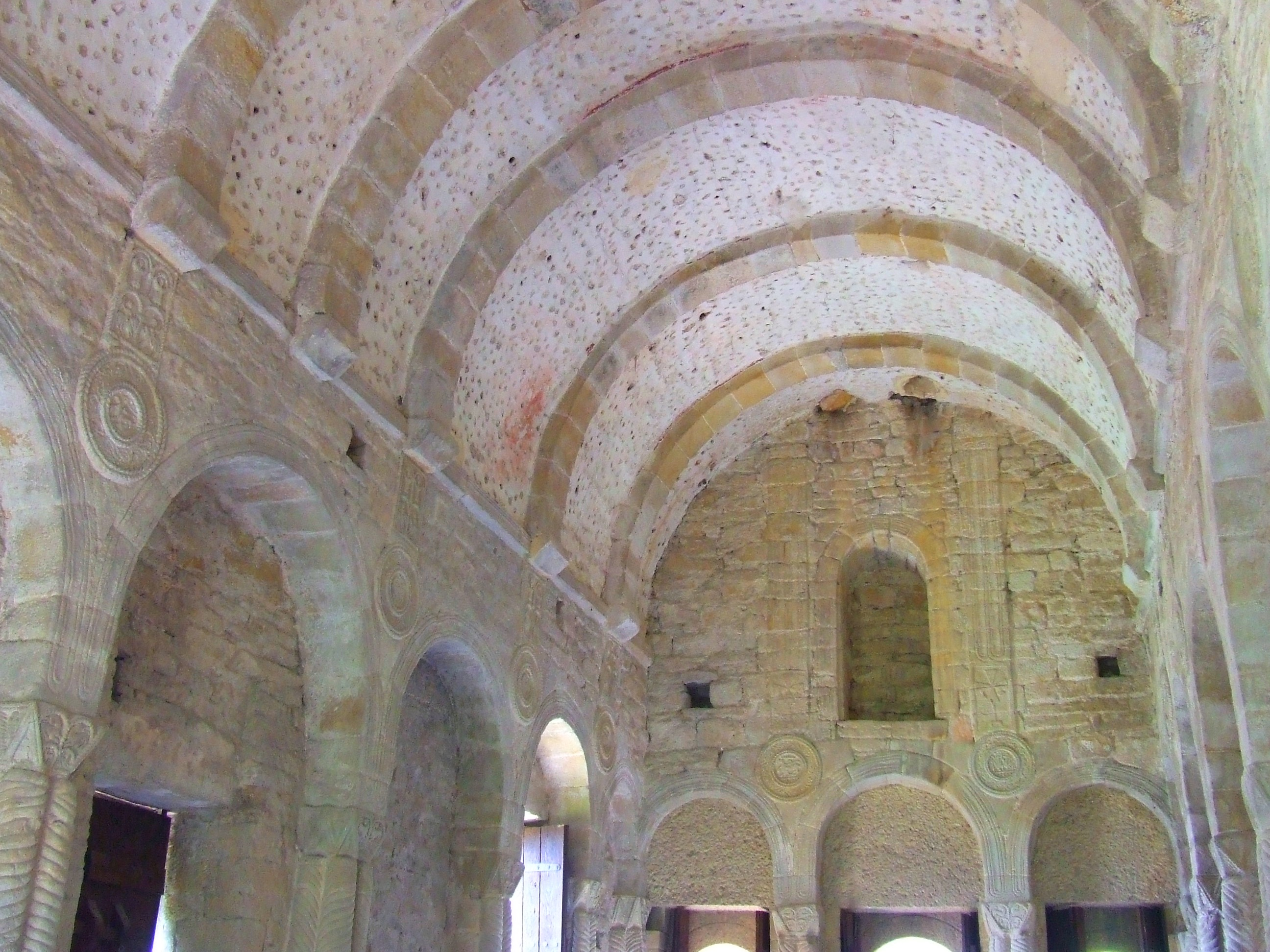
Церква Санта Марія дель Наранхо, склепіння, Ов'єдо, Астурія, Іспанія.
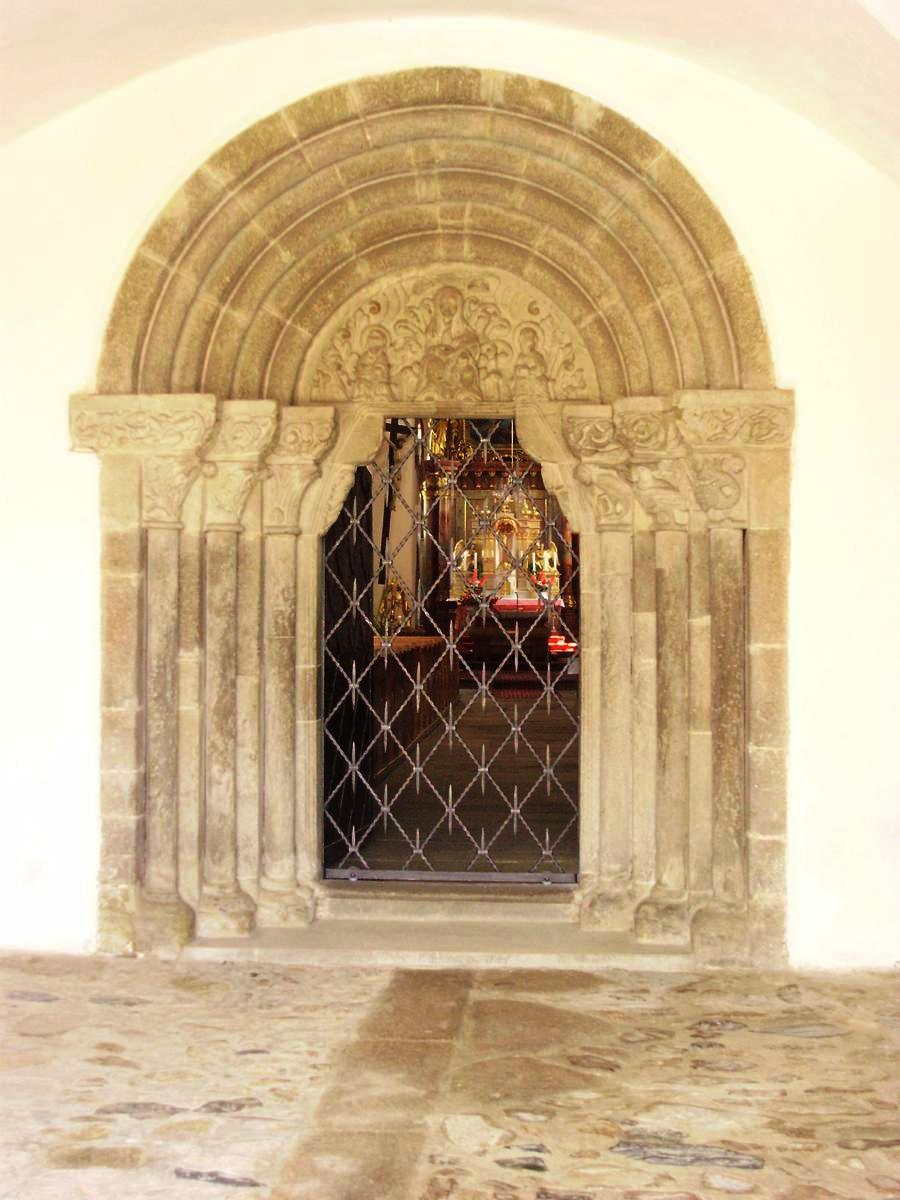
Костел св. Яна, Марин, Чехія, західний портал
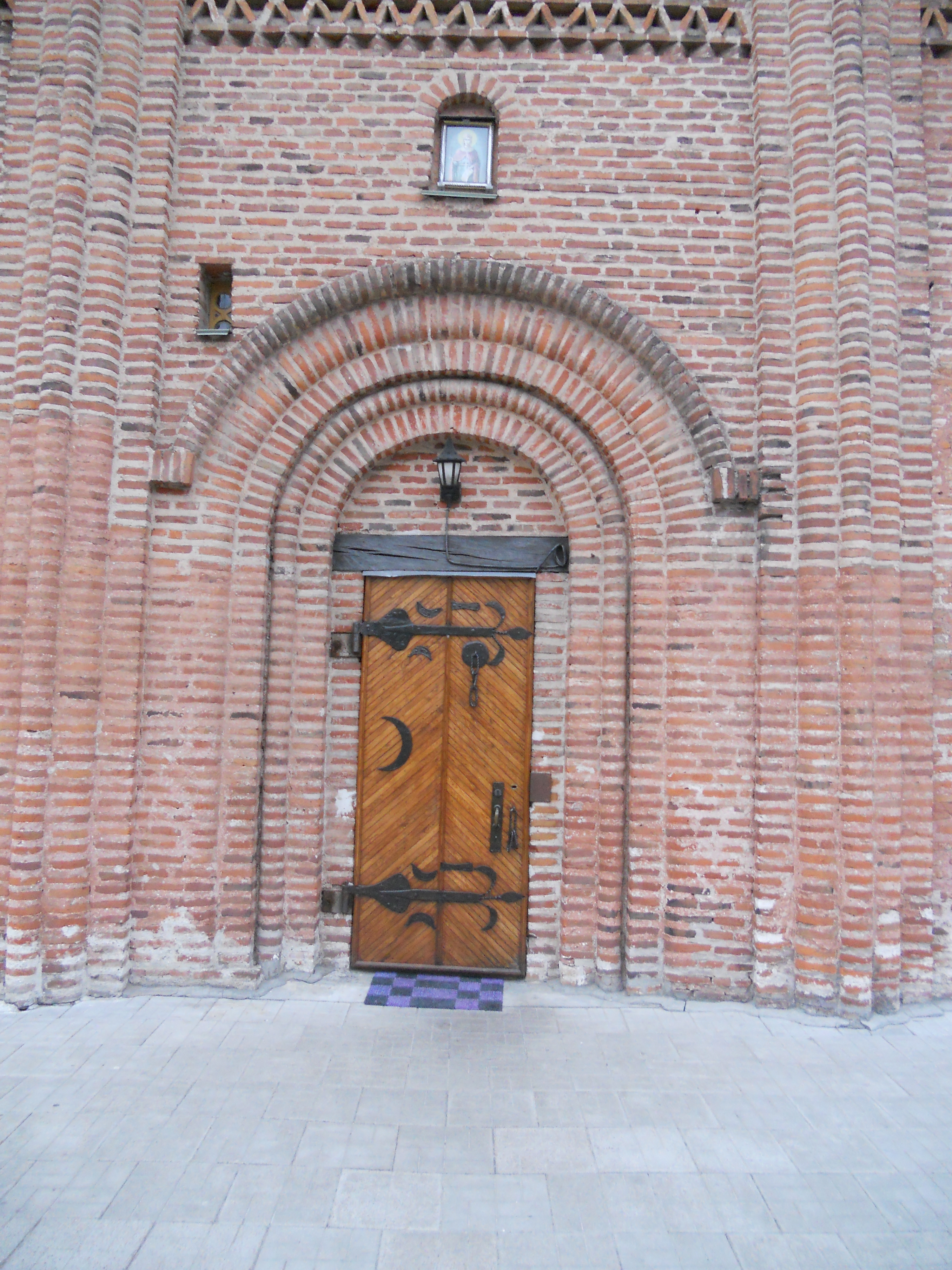
П'ятницька церква в Чернігові, Україна, вхідний портал. Реставратор Барановський Петро Дмитрович
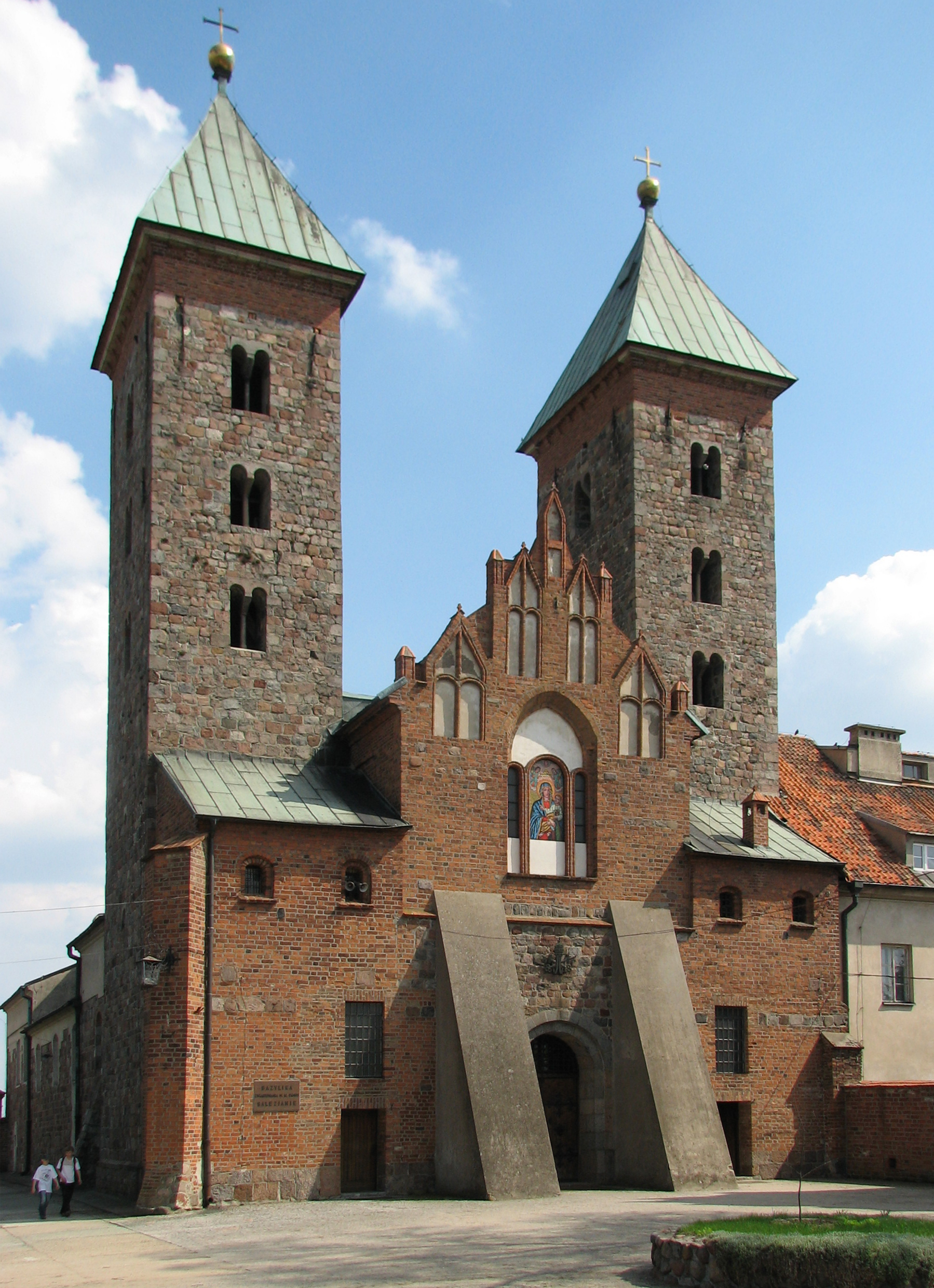
Романика в Червінську-над-Віслою, передня добудова готична, Польща
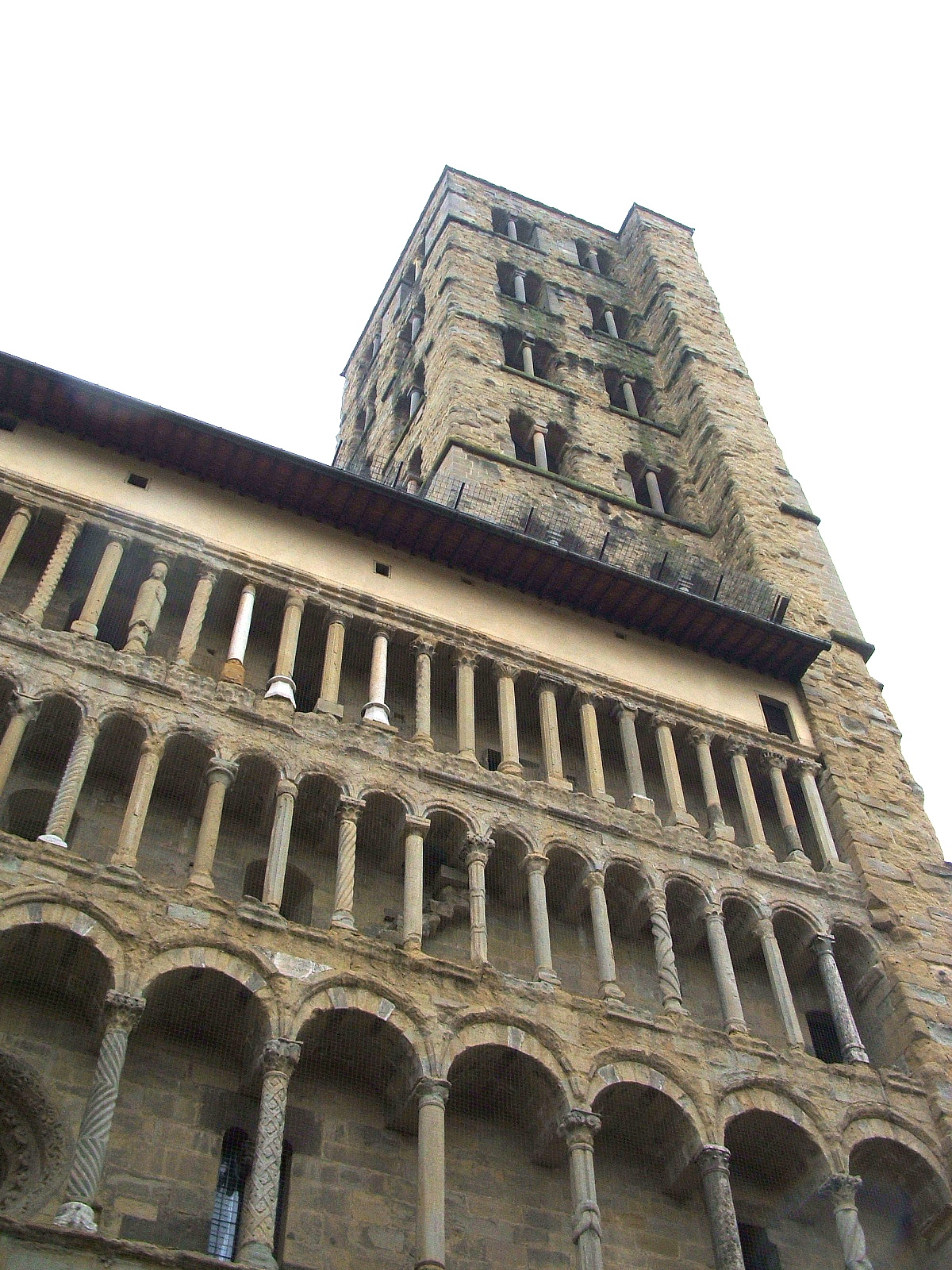
Санта Марія делла П'єве, Ареццо, Італія
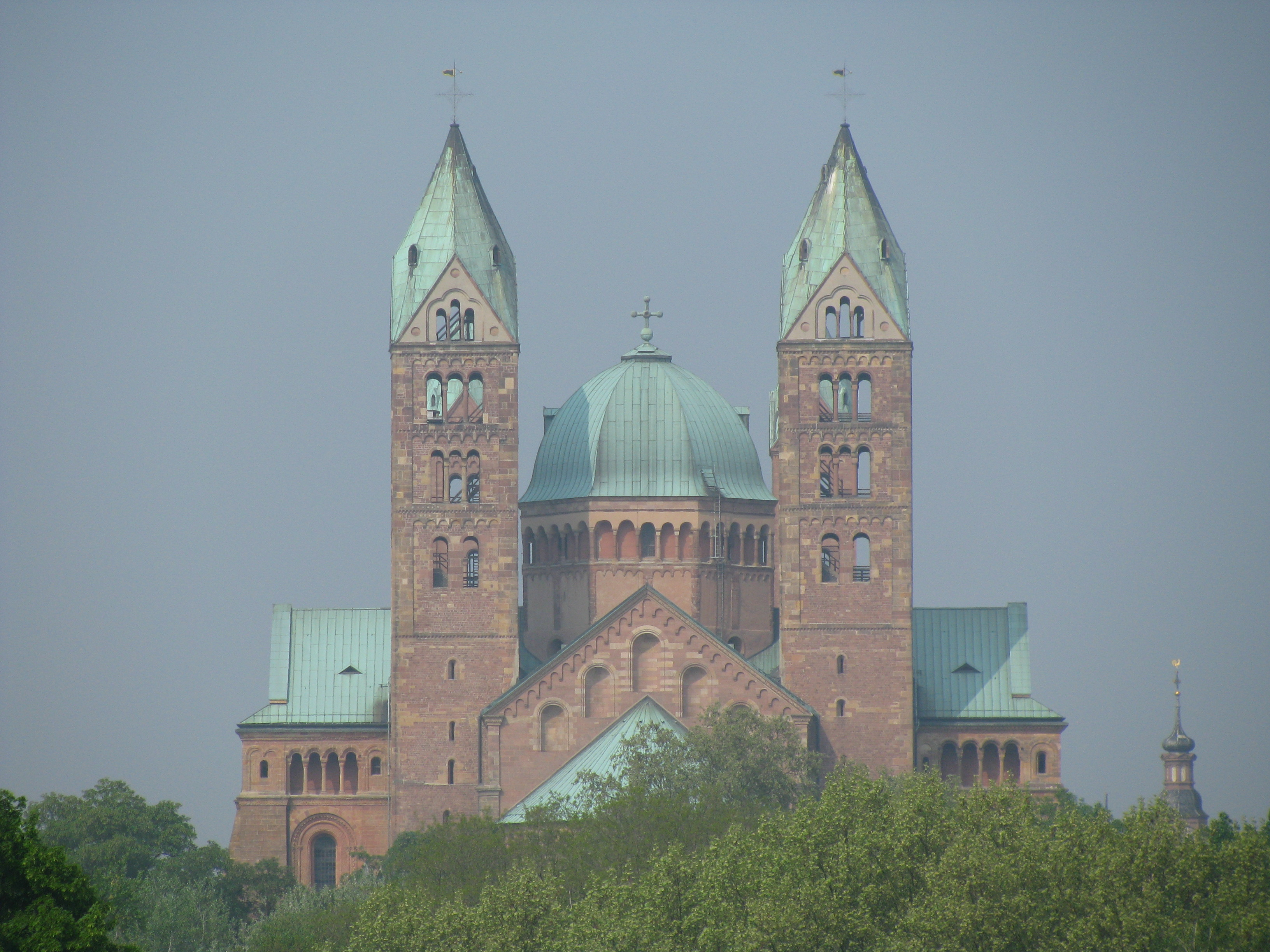
Шпаєр, Кафедральний собор
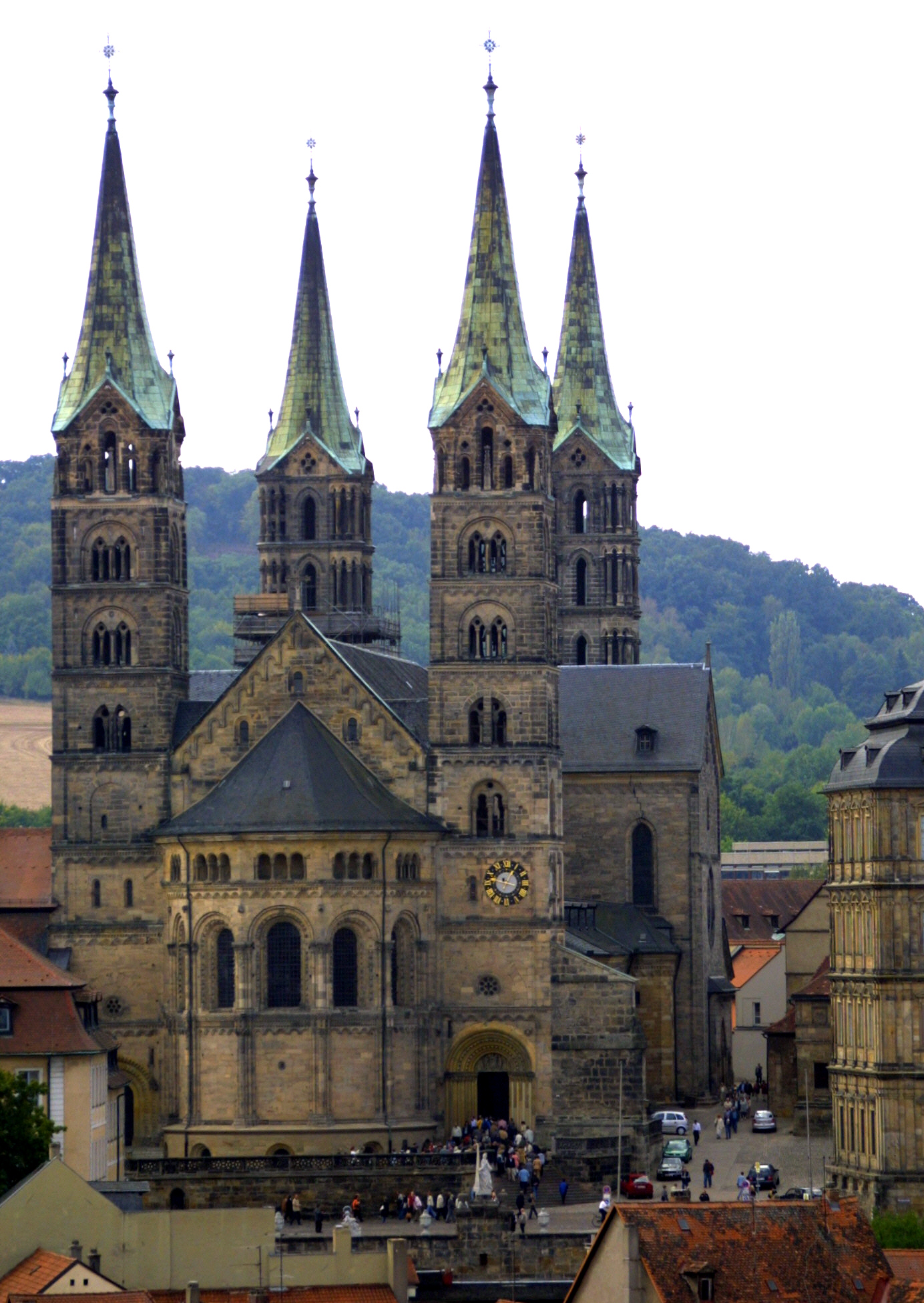
Кафедральний собор, Бамберг
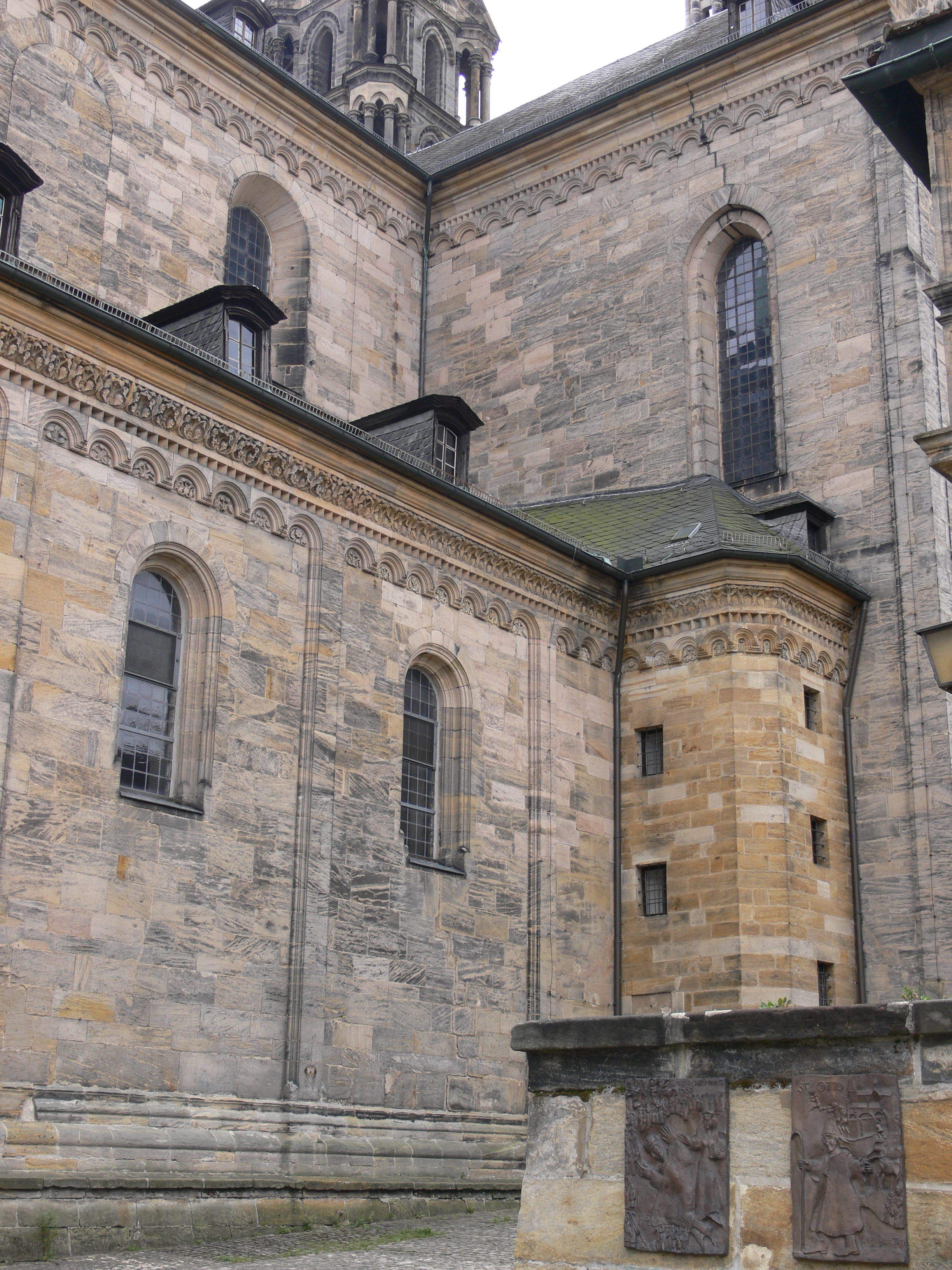
Кафедральний собор, Бамберг
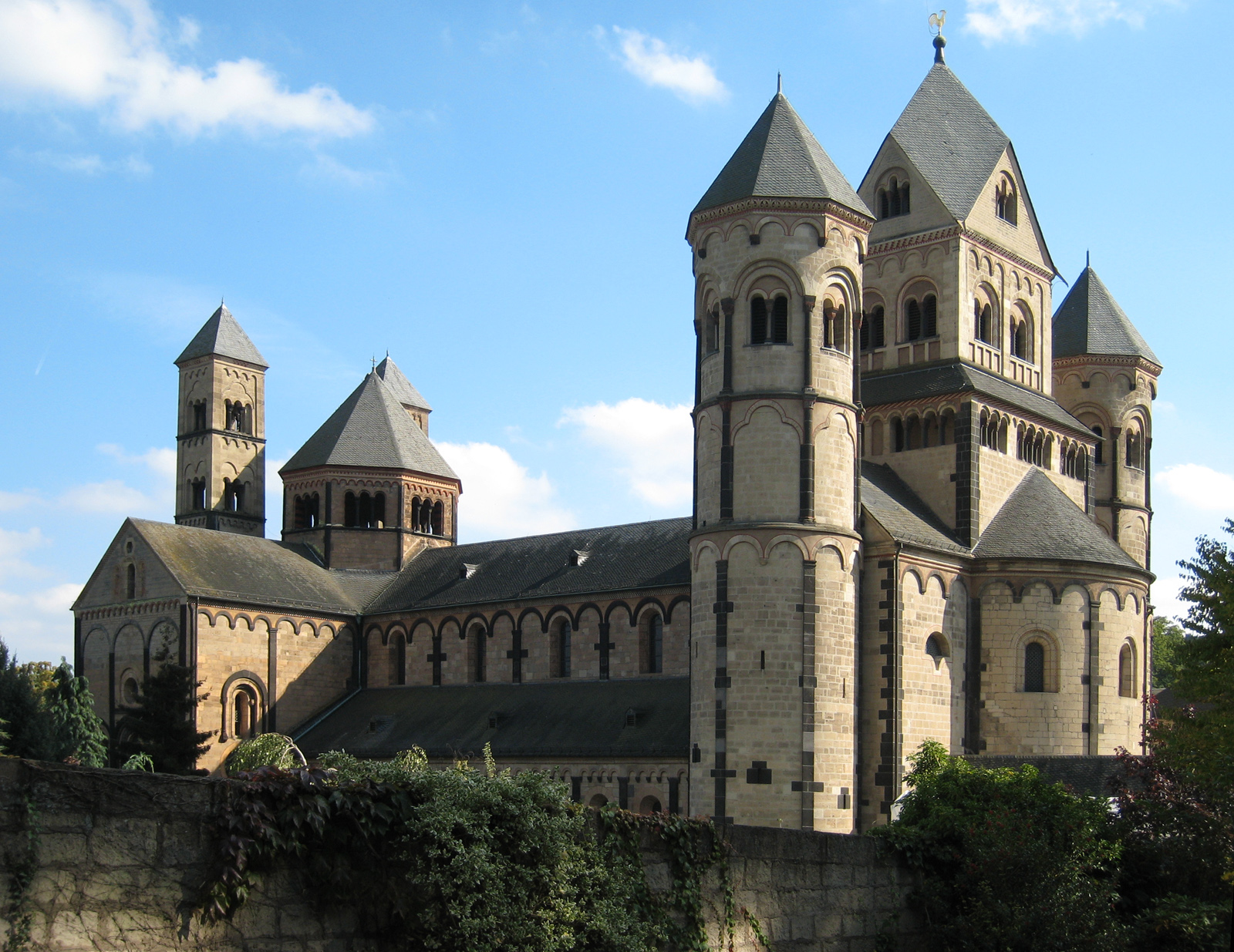
Марія Лаах, Німеччина
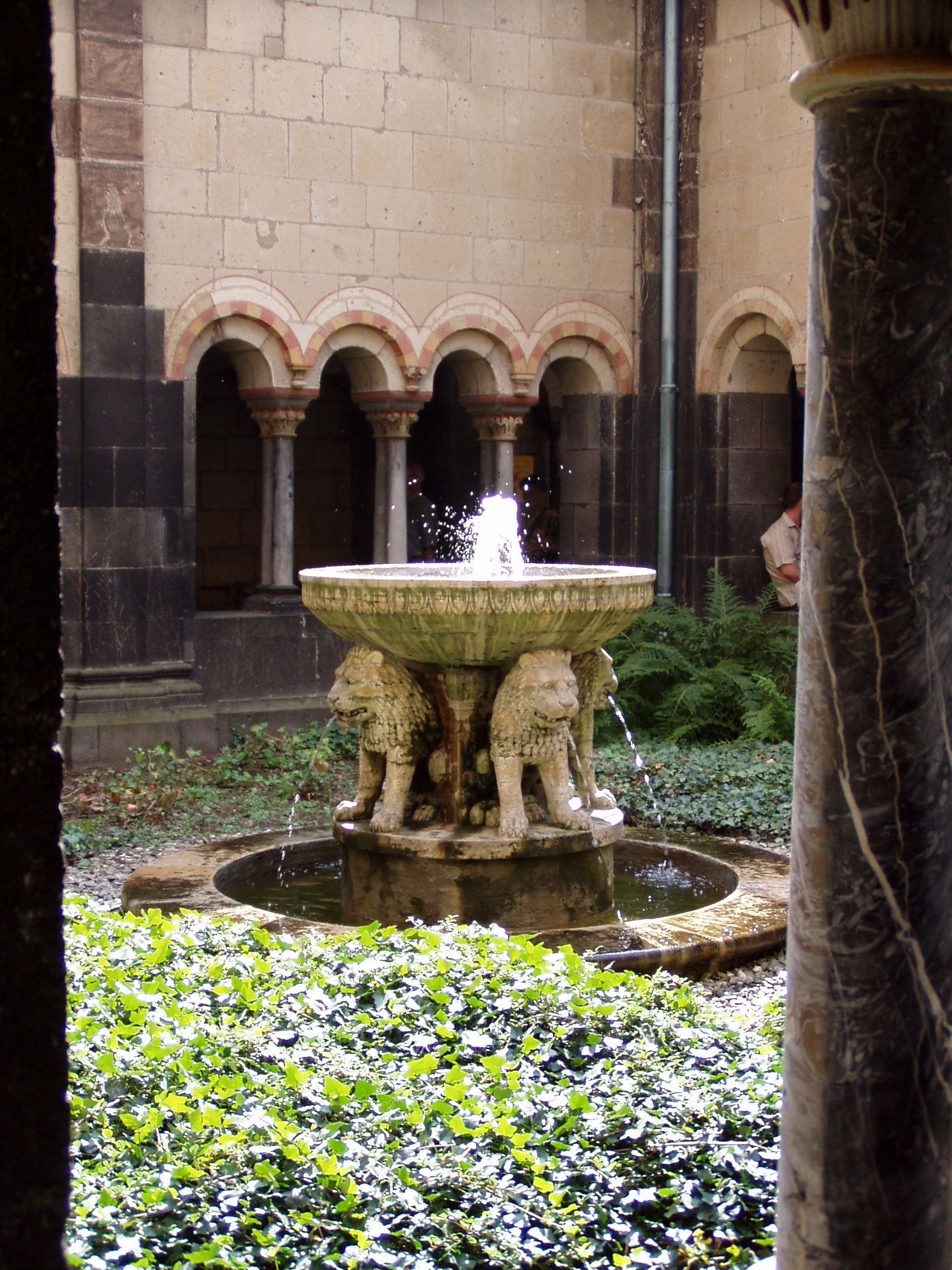
Абатство Марії Лаах, дворик
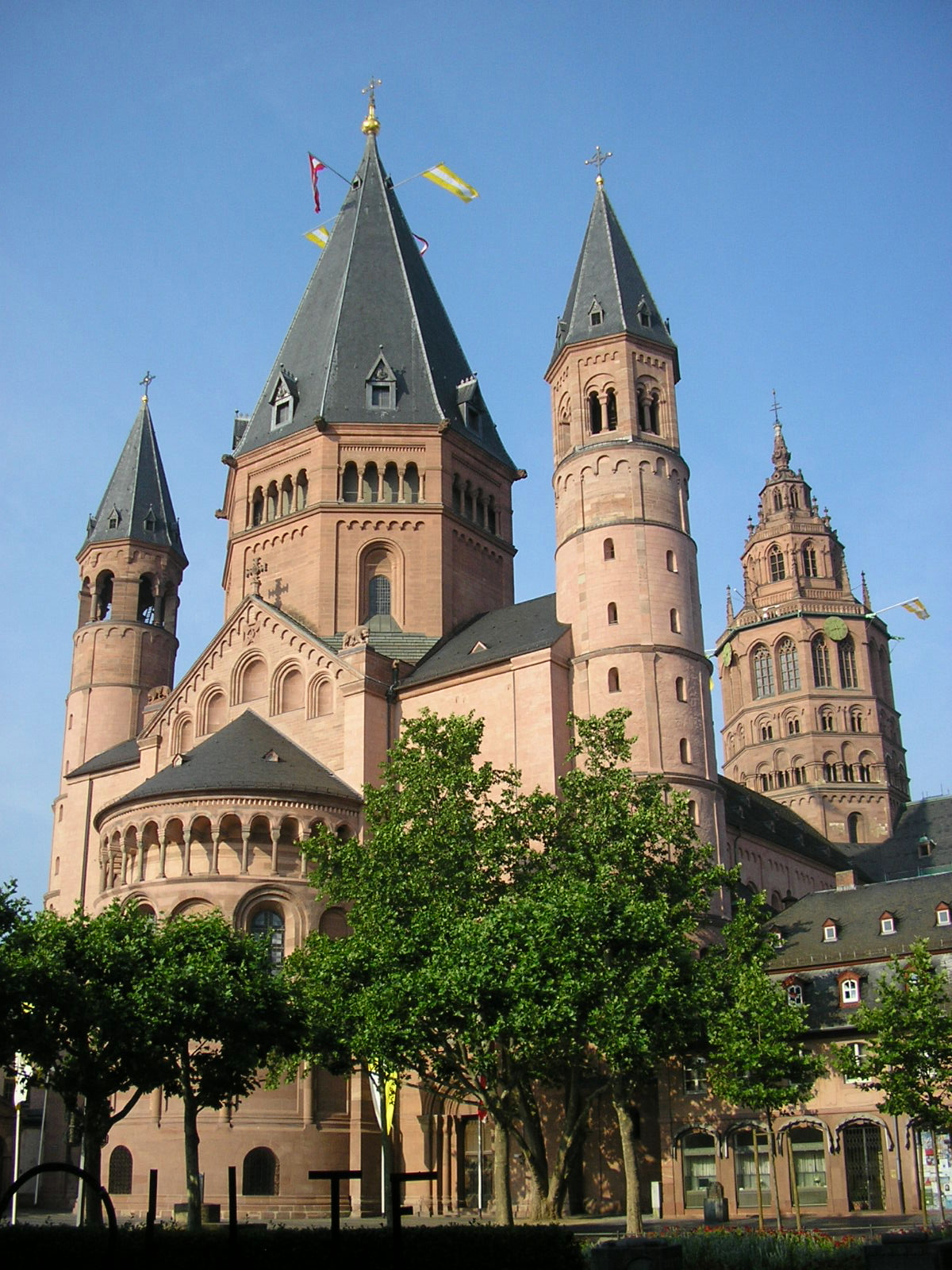
Кафедральний собор, Майнц, Німеччина
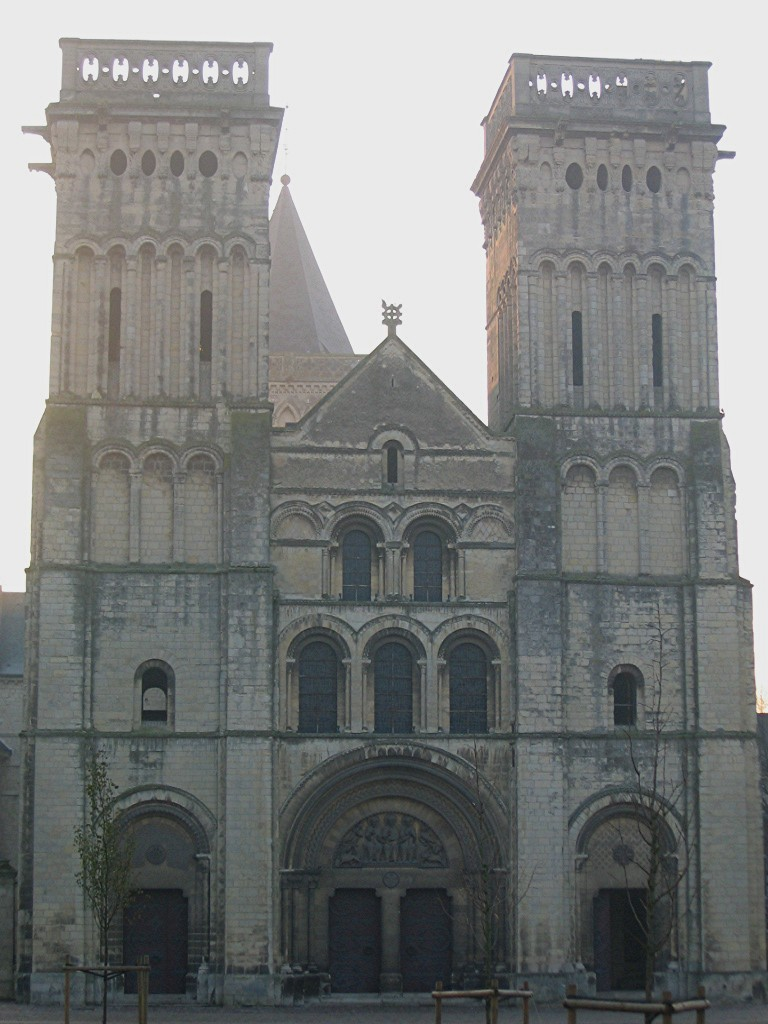
Каен, церква жіночого абатства, Франція
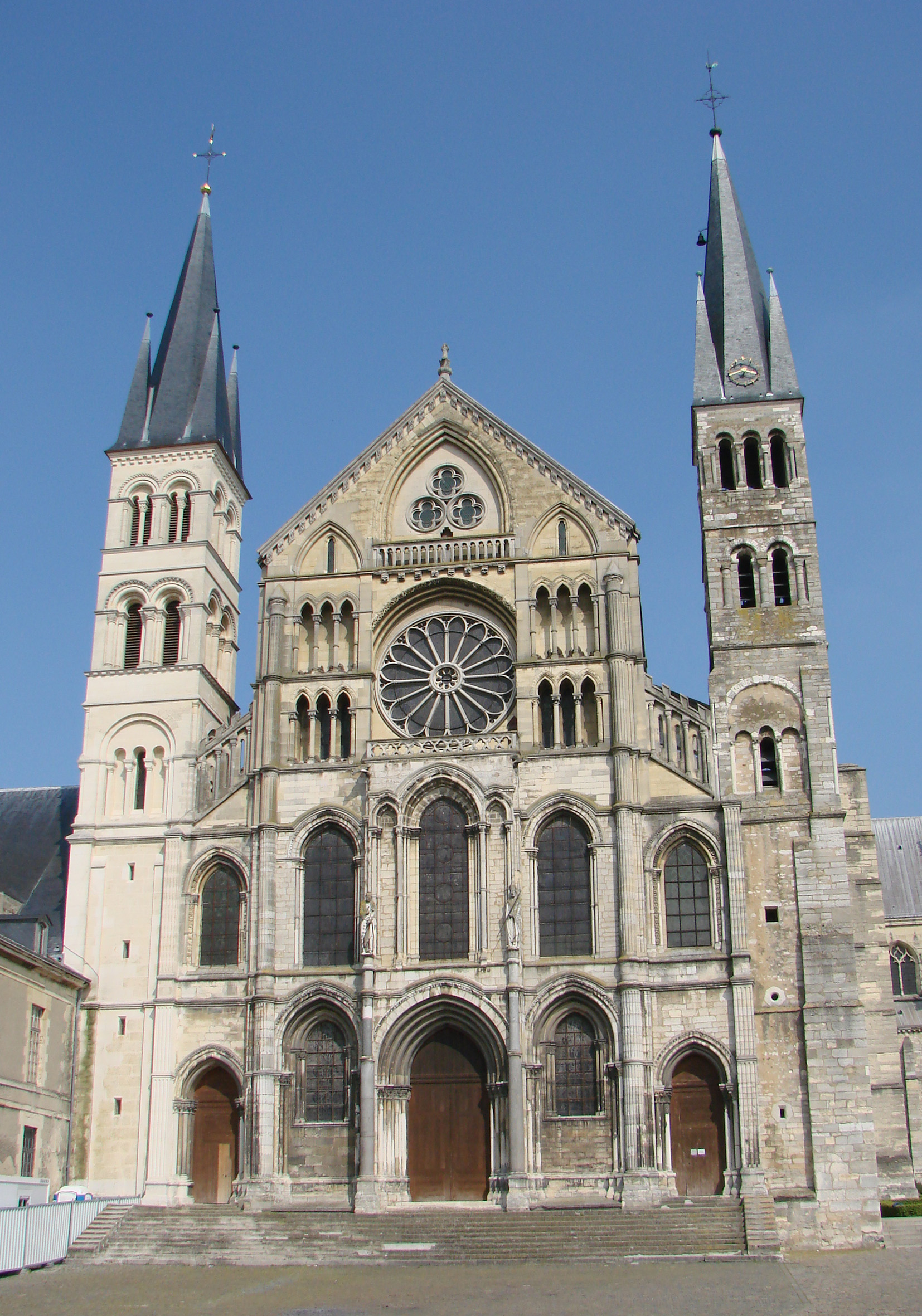
Реймс, Сен-Ремі, західний фасад
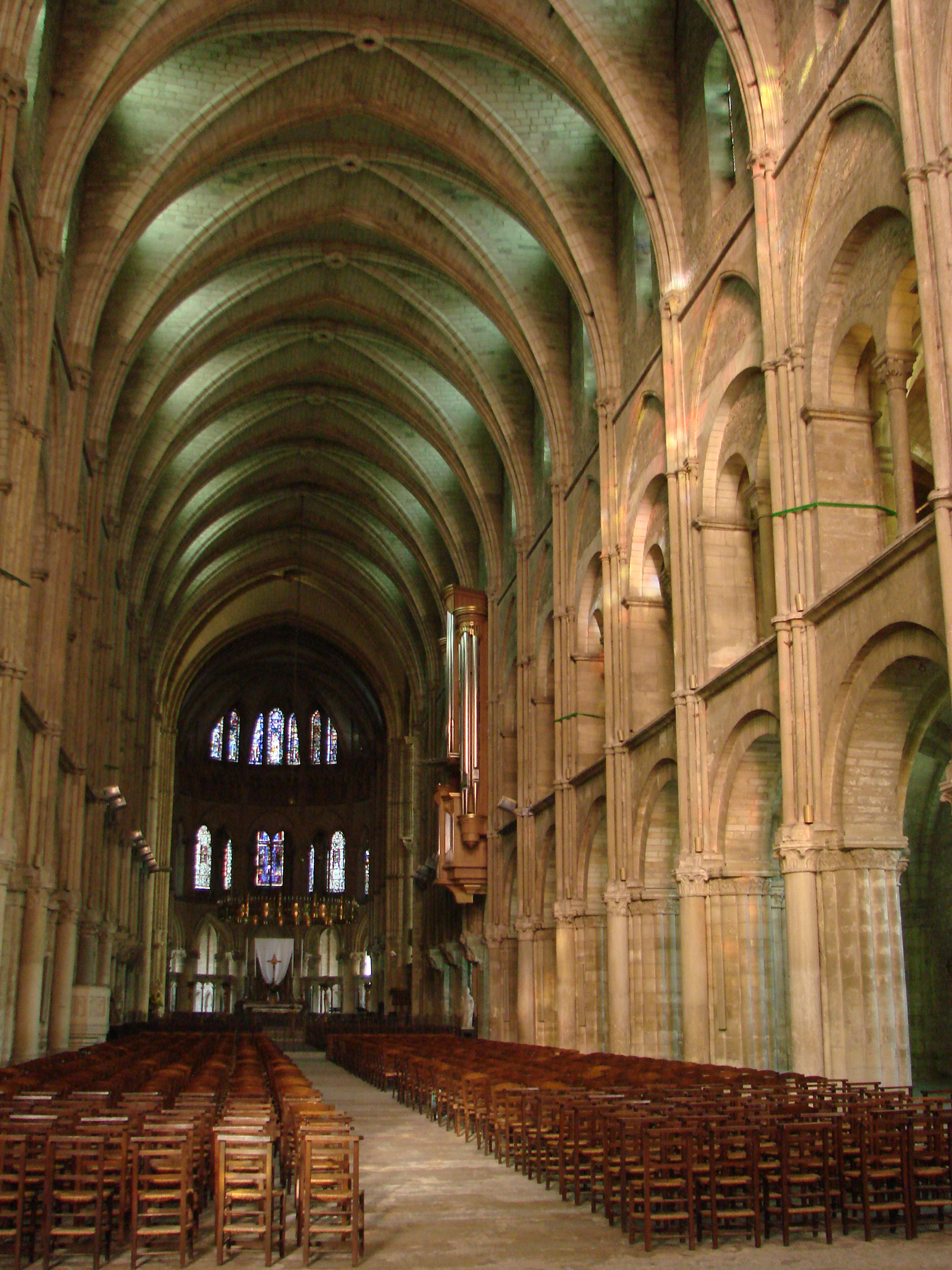
Реймс, Сен-Ремі, головна нава